# История Европы
Европа оставалась незаселённой людьми довольно долгое время. Об источниках заселения Европы человеком ведутся споры. Достоверно известно, что Европа не являлась местом зарождения человечества. Существуют версии о том, что первые гоминиды пришли в Европу из Индии. С этим согласуются генетические исследования. Однако наиболее разработанной является гипотеза о приходе гоминидов в Европу из Африки через Переднюю Азию. Есть предположение, что это произошло в середине виллафранкского времени. До Homo Sapiens Европу и Западную Азию заселяли неандертальцы.
По-настоящему заселили Европу гейдельбергский человек и его вероятный прямой потомок неандерталец, причём последний представлял собой специализированную форму, адаптированную к европейскому климату.
Самое раннее появление людей современного физического типа в Европе, известное на настоящий момент, датируется 35 тысяч лет назад, а 28 тысяч лет назад, вероятно, окончательно исчез неандерталец.
Проникновение протоиндоевропейцев в Европу датируется 4-м тысячелетием до н э., с которым связывают появление Баденской, Ямной и культуры Боевых топоров.
В восточной части Средиземноморья в Древней Греции зародилась европейская цивилизация. Великое переселение народов легло в основу формирования латинской языковой системы Европы, на основе которой образовались многие языки Западной Европы. В 10 тыс. до н. э. в Европе проживала половина населения Земли, в 1930-м — 25 % (ныне около 9 %); в Средние Века почти 95 % христиан проживала в Европе (сейчас большинство христиан проживает за пределами Европы); почти вся промышленность в XIX в концентрировалась в Европе, тогда как в XXI в — более 80 % находится за пределами Европы.

## Доисторическая Европа

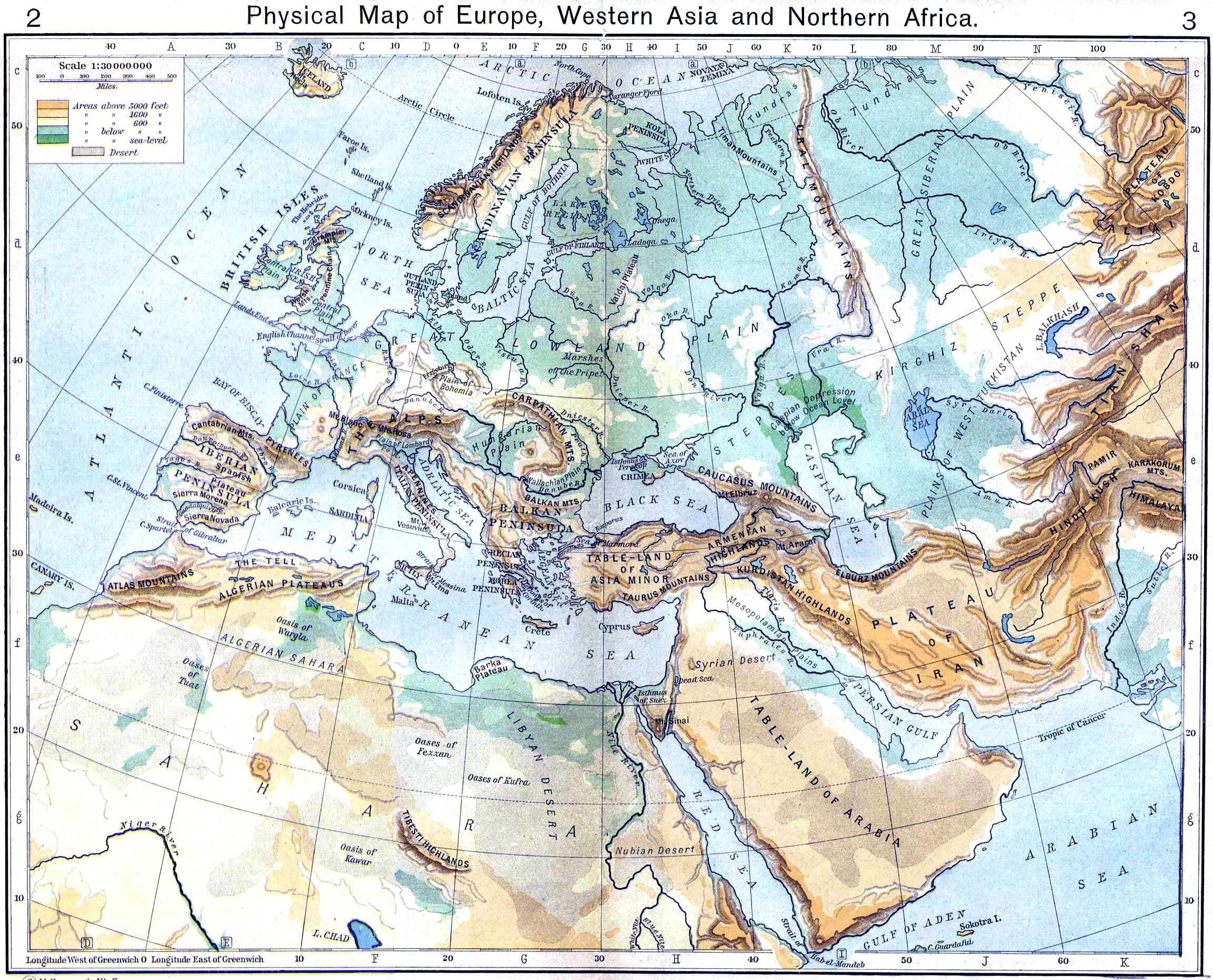

### Появление людей в Европе. Палеолит и мезолит
На юго-востоке Европы в местечке Ливенцовка в Ростове-на-Дону была обнаружена кость верблюда со следами рубки и пиления-резания каменным орудием, которая датируется финалом среднего виллафранка (2,1—1,97 млн л. н.). На Таманском полуострове известно несколько раннепалеолитических стоянок (Богатыри/Синяя Балка, Родники 1-4, Цимбал), древнейшей из которых является стоянка Кермек (2,1—1,8 млн лет назад). Целый ряд раннепалеолитических стоянок открыт в Дагестане (Айникаб-1, Гегалашур, Мухкай), в Ставропольском крае (Жуковское), в Молдавии (Байраки, Крецешты).
За кавказским хребтом, в Грузии (Дманиси), были найдены останки людей, живших 1,8—1,9 млн л. н. и принадлежавших к форме, переходной между Homo habilis и Homo erectus. Предполагается, что все останки принадлежат особям одной популяции. Эту форму предлагается выделить в отдельный вид Homo georgicus.
Каменные инструменты, обнаруженные во французском Шилаке (1968), говорят о том, что древние люди обитали в регионе порядка 1,8 млн лет назад, галечные орудия из раннего плейстоцена (верхний виллафранк) в Лезиньон ла Себ (2009) датируются возрастом 1,57 млн лет назад. В стоянке в Королёво (Закарпатская область) обнаружены каменные орудия возрастом около 1,4 миллиона лет.
На стоянке Богатыри/Синяя балка в черепе жившего 1,5—1,2 млн л. н. кавказского эласмотерия нашли застрявшее пиковидное орудие из окварцованного доломита. Каменная индустрия стоянки Богатыри/Синяя Балка может быть отнесена к «преолдовану» или «архаичному олдовану», аналогичному «преолдованским» индустриям Валлоне (Франция), Барранко-Леон, Фуэнте-Нуэва 3, Сима-дель-Элефанте (Испания), Пирро-Норд, Монте-Поджоло (Италия).
Об источниках заселения Европы человеком специалисты не имеют единого мнения. Известно только, что Европа не являлась местом зарождения человечества. Наиболее вероятной является гипотеза о приходе гоминид в Европу из Африки через Переднюю Азию. Есть предположение, что это произошло в середине виллафранкского времени.
Древнейший достоверный гоминид Европы — Homo antecessor (или Homo erectus) из испанской пещеры Сима-дель-Элефанте в Атапуэрке, датируемый возрастом 1,2—1,3 млн лет назад. Костные останки Homo erectus из Пофи (Фрозиноне, Лацио) датируются возрастом 400—500 тыс. лет.
По-настоящему заселили Европу гейдельбергский человек и его вероятный прямой потомок неандерталец (Сима-де-лос-Уэсос (Сьерра-де-Атапуэрка, Испания), Вертешсёлёш (Венгрия), Гейдельберг и Штейнгейм (Германия), Мала Баланика (Сербия), Петралона (Греция), Черепа Саккопасторе, Альтамура, Чепрано (Homo cepranensis), Изерния ля Пинета, Фонтана Рануччио и Визольяно (Италия), Сванскомб (Англия), Арага и Тотавель (Франция), Пршезлетице (Чехия)), причём последний представлял собой специализированную форму, адаптированную к европейскому климату.
Самое раннее появление людей современного физического типа (Homo sapiens) в Европе, известное на настоящий момент, датируется возрастом от 45 820 до 43 650 лл. н. (пещера Бачо Киро в Болгарии), 40—37 тыс. л. н. (Пештера-ку-Оасе, Маркина гора, пещера Козарника (Болгария), Фумане и Гротта-дель-Кавалло (Италия) и Кентская пещера (Великобритания)), а около 43—39 тыс. лет назад окончательно исчез неандерталец. Неандертальцы и современные люди некоторое время сосуществовали одновременно.
По некоторым оценкам, численность населения Европы около 27 000 лет назад составляла всего тысячу человек.
Популяционный генетик Кавалли-Сфорца на основе генетического анализа выделяет несколько путей миграций современных людей, при этом существенные компоненты — вытеснение на юг ледниками, приход земледельцев из Малой Азии, приход кочевников из степей и др.
Сопоставление генетических и лингвистических данных даёт основание для предположения, что ледники оттеснили коренное население эпохи палеолита на юг, и свою идентичность с тех времён сохранило лишь небольшое количество народов, живущих преимущественно в горах — это в первую очередь баски. Просматривается несколько волн миграций, преимущественно из Малой Азии — кельты, романцы, германцы, славяне и другие народы (см. подробно Кавалло, «Genes, Peoples, and Languages»).
См. также: ориньякская культура, граветтская культура, мадленская культура, кундская культура, культура Веретье и др.
Постоянные поселения 7 тысячелетия до н. э. известны в Болгарии, Румынии и Греции.

### Неолит

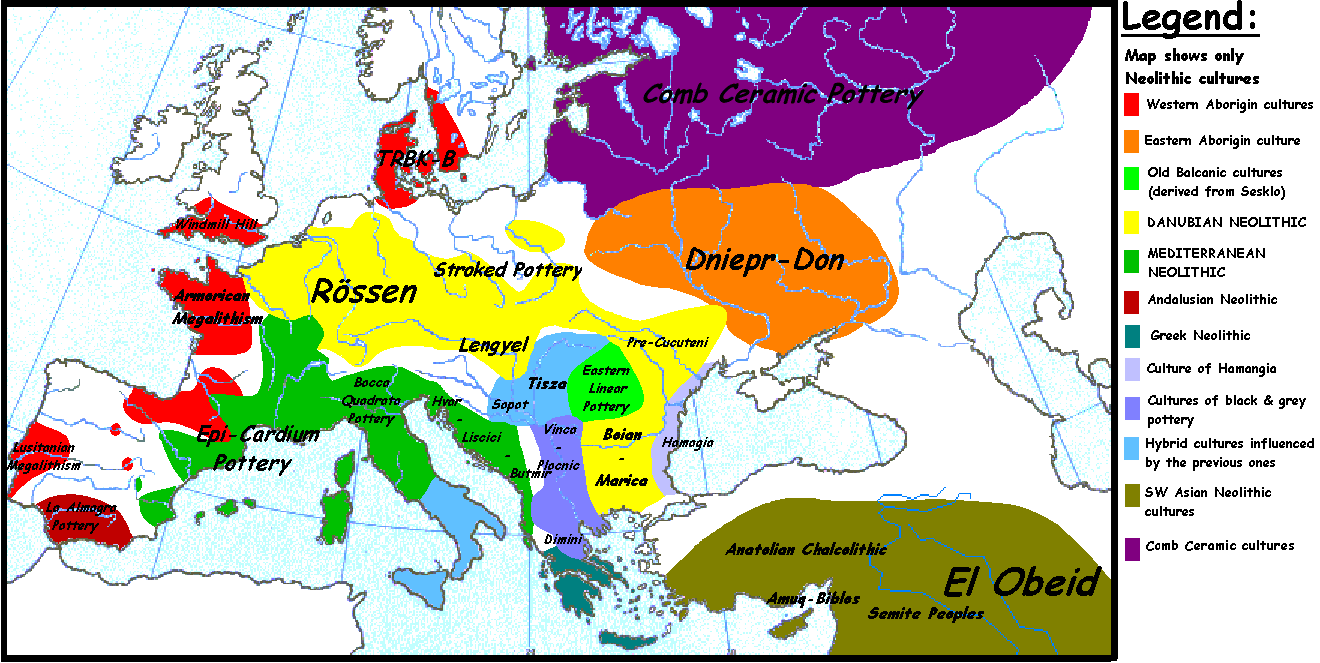
Неолитическая Европа

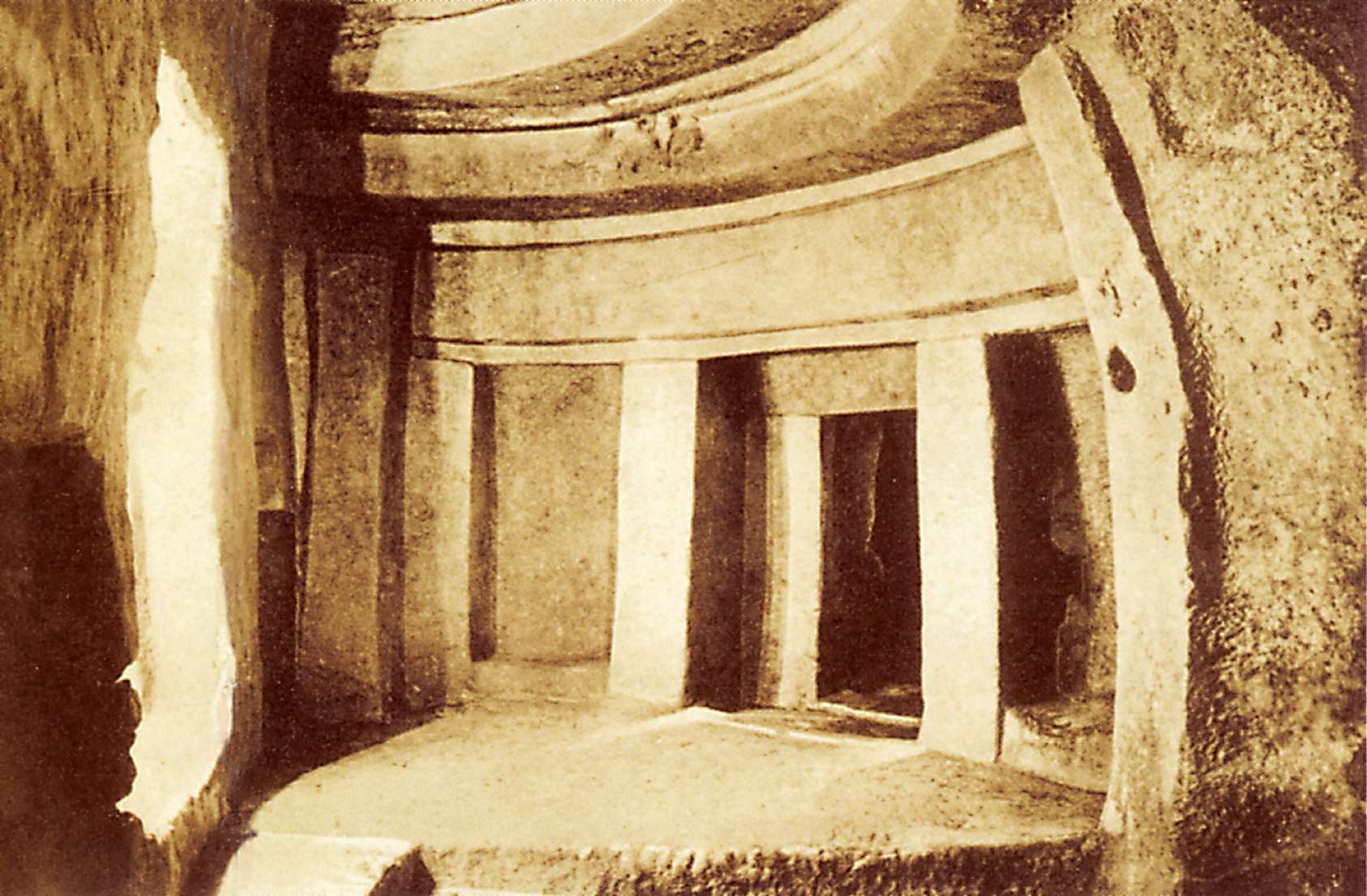
Мегалитический гипогей Халь-Сафлини, Мальта (III тыс. до н. э.)

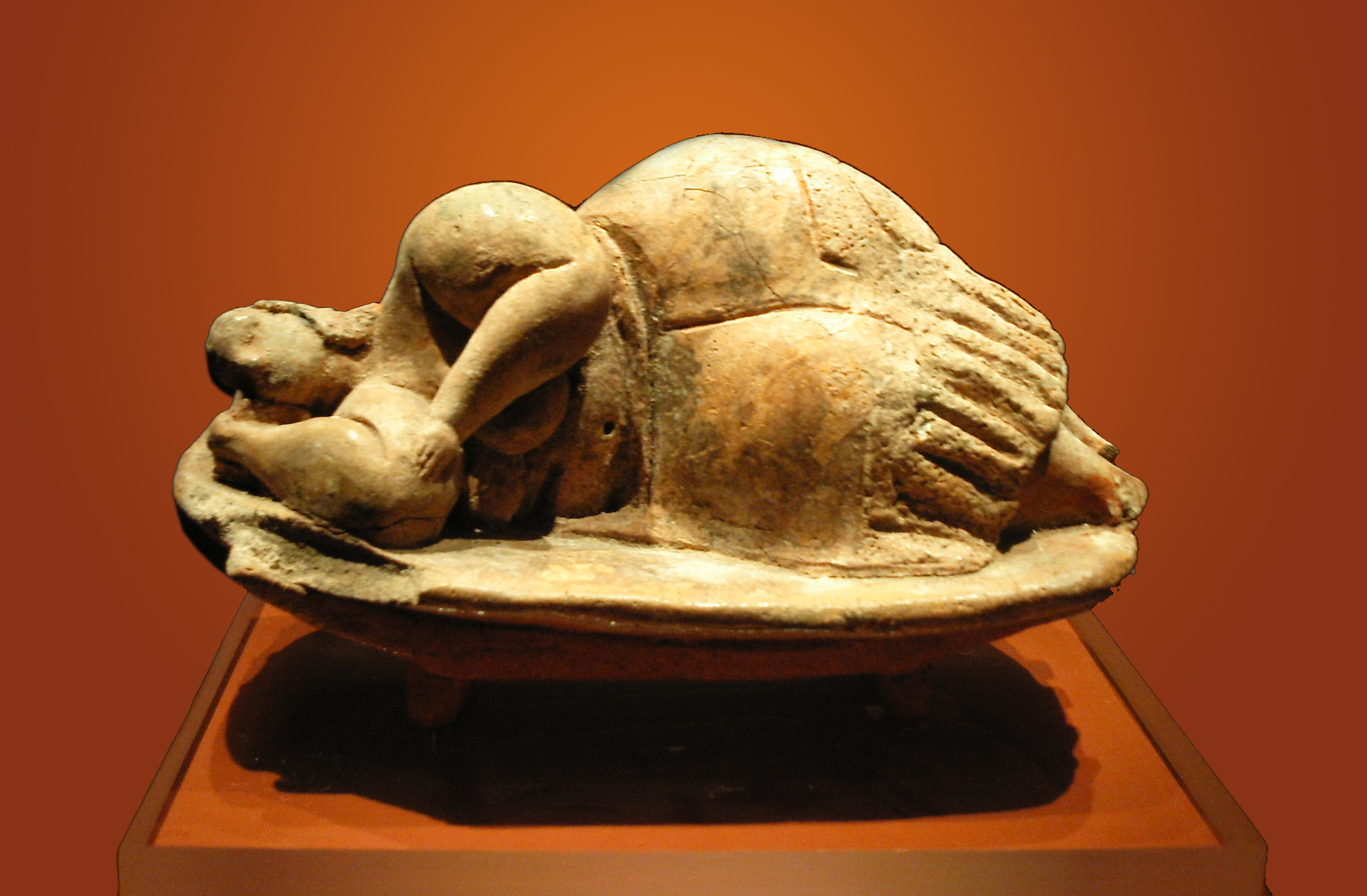
Неолитическая фигура спящей женщины.

Неолит достиг Центральной Европы в 6-м тысячелетии до н. э. и частей Северной Европы в 5-м и 4-м тысячелетиях до н. э. Не обнаружено доисторической культуры, которая покрывала бы всю Европу.
Ранние европейские земледельцы переселились в Европу из Анатолии через Юго-Восточную Европу примерно с 7000 г. до н. э.
О культуре и религии Старой Европы можно судить как по археологическим данным (основные культуры — Триполье, Винча, Лендьель, воронковидных кубков), так и по историческим свидетельствам о народах, предположительно представляющих доиндоевропейский этнический субстрат (минойцы, сикулы, иберы, лелеги, пеласги).
Обитатели Старой Европы не знали гончарного круга и колеса. В отличие от индоевропейцев, селившихся в «полисах» на укреплённых местах вроде холмов, они жили в сёлах на равнинах небольшими поселениями (на Балканах существовали населённые пункты, рассчитанные на 3000—4000 жителей).

### Бронзовый век

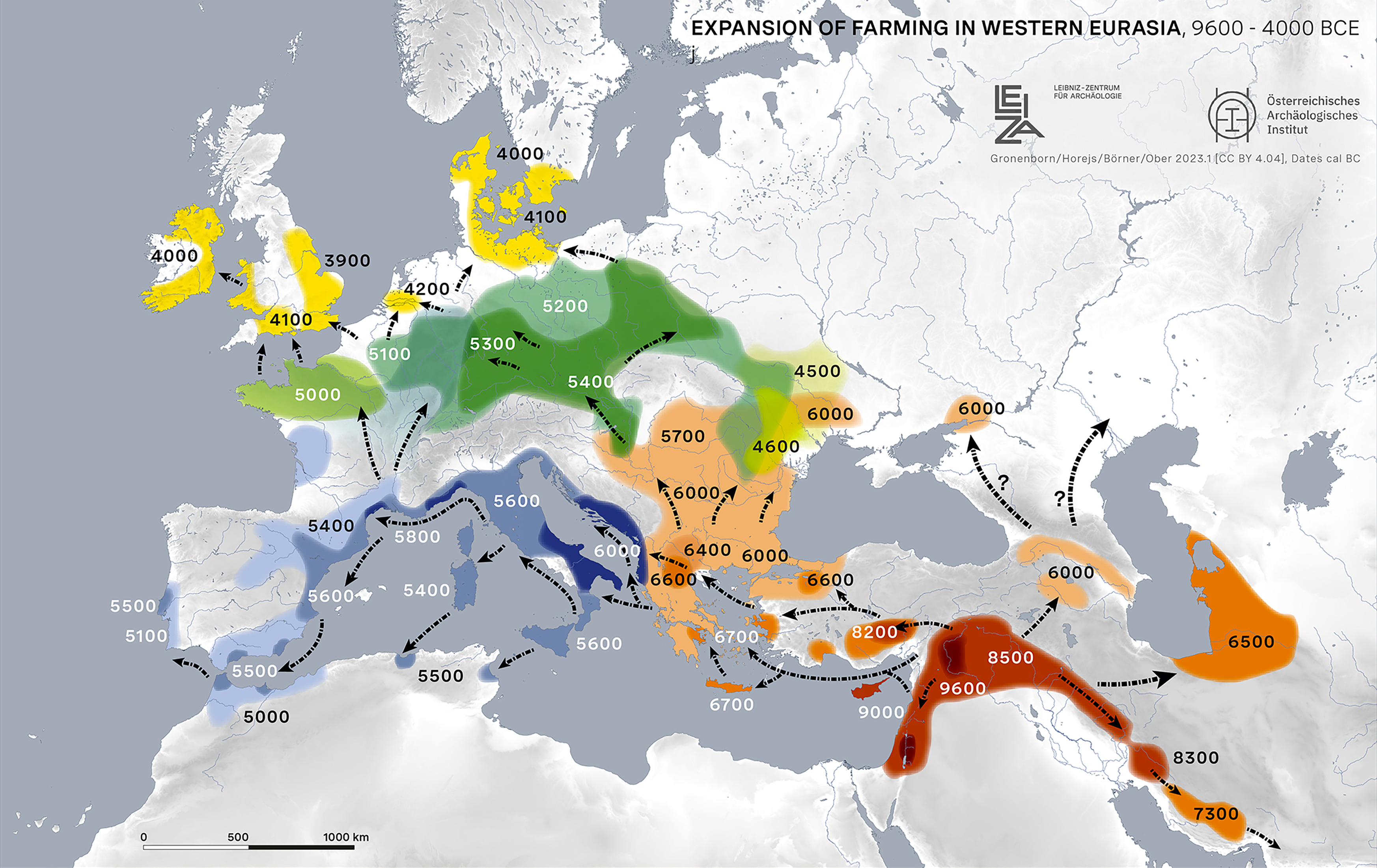
Распространение земледелия из Юго-Западной Азии в Европу и Северо-Западную Африку, между 9600 и 4000 годами до н.э.

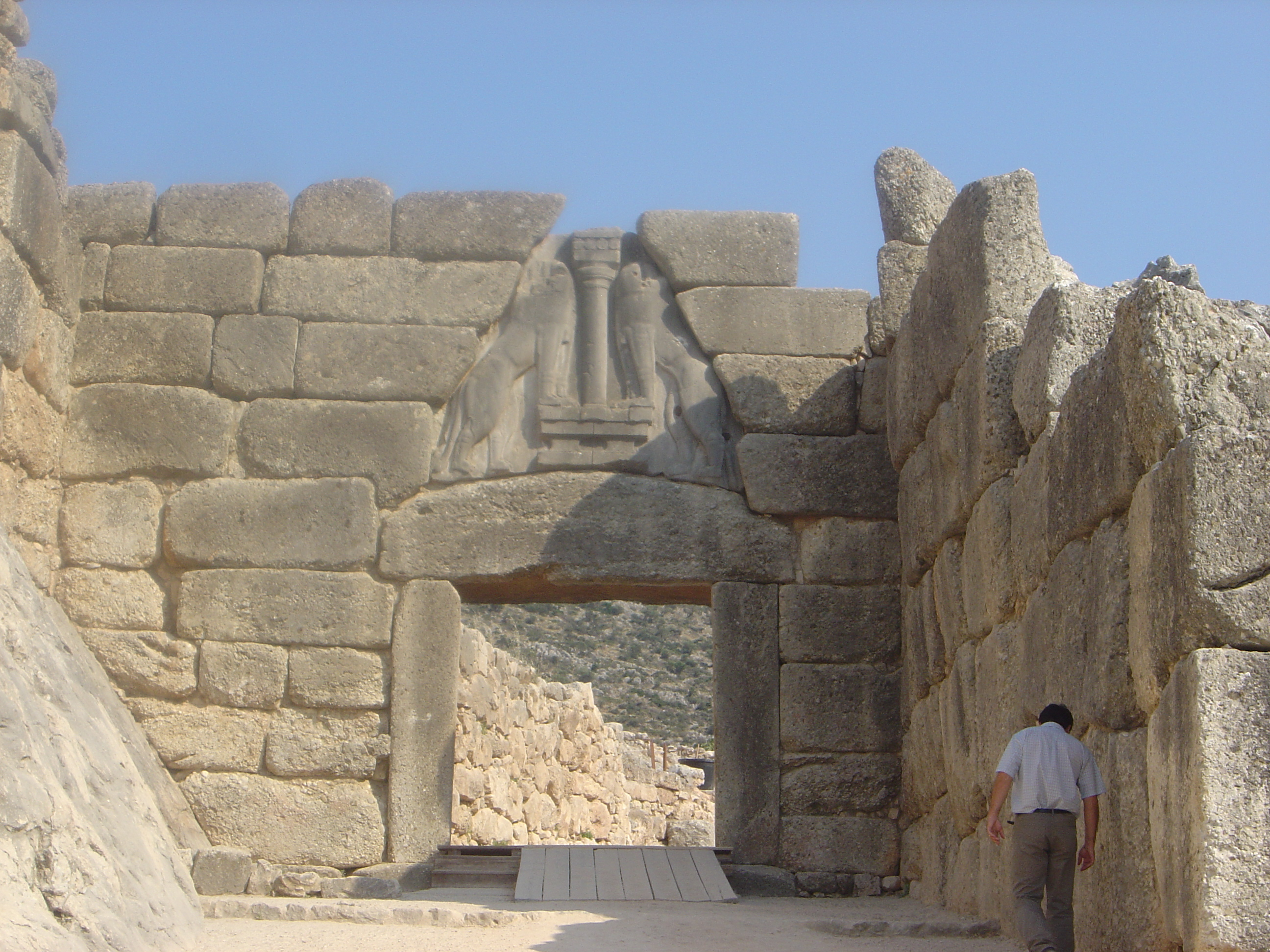
Львиные ворота в Микенах.

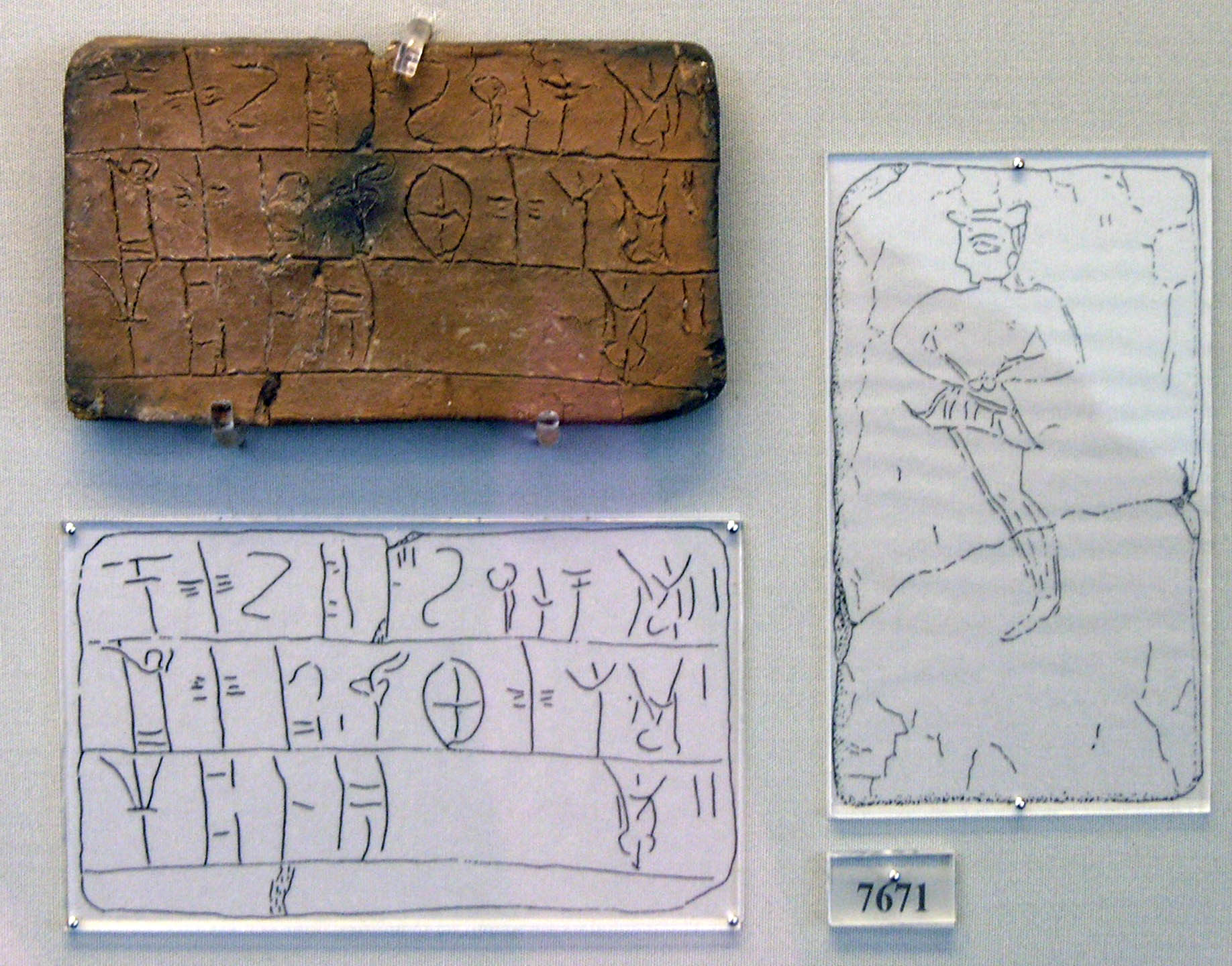
Письменность из Микен.

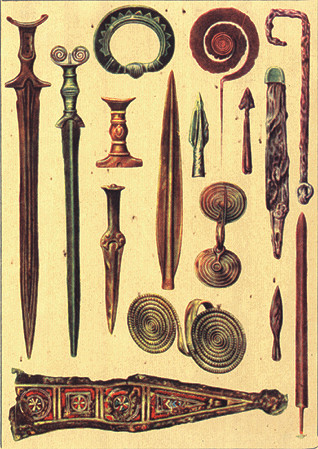
Оружие бронзового века

В начале второго тысячелетия до н. э. началось переселение индоевропейских народов на территорию Западной и Южной Европы.
На Сардинии в результате вторжения с востока образовалась высокоразвитая культура строителей нурагов.
Первой хорошо известной имевшей письменность цивилизацией в Европе была Минойская цивилизация на острове Крит, и позднее в Греции, начиная со второго тысячелетия до н. э.
Первые города-государства, образованные в XVII—XVI вв. до н. э. — Микены, Тиринф, Пилос — имели тесные культурные и торговые связи с Критом, микенская культура многое заимствовала от минойской цивилизации, влияние которой ощущается в культовых обрядах, светской жизни, художественных памятниках; несомненно, от критян было воспринято искусство постройки судов.
В XV—XIII вв. до н. э. ахейцы завоевали Крит и Киклады, колонизировали многие острова в Эгейском море, основали ряд поселений в глубине территории Греции, на месте которых позднее взросли знаменитые античные города-государства — Коринф, Афины, Дельфы, Фивы. Этот период считается временем расцвета микенской цивилизации.

## Железный век

### Греция и Балканы
В конце бронзового века старые греческие государства пали, наступили Греческие Тёмные Века, а после них — Классическая Греция. Балканы Железного Века были населены палео-балканскими народами, такими как Фракийцы и Иллирийцы.

### Кельты
Около 400 года до н. э. культура железного века Ла Тене распространилась до Пиренейского полуострова, смешиваясь с более ранними жителями Иберии, в результате чего появляется уникальная Кельтебрианская культура.
Римляне оставили множество записей об их контактах с кельтами.
Эти отчёты и археологическое свидетельство формируют наше первичное понимание этой чрезвычайно влиятельной культуры. Кельты смогли оказать огромное, даже если дезорганизованное, сопротивление римскому государству, которое колонизировало и завоевало большую часть южной части Европы.
В качестве письменности кельты использовали Огамическое письмо.

### Италия
Подобно остальным италийцам, этруски жили городами, объединёнными в союзы; так, в римскую эпоху в собственно этрусский союз входили 12 городских общин: Тарквинии (близ нынешнего Корнето), Вольци, Ветулония (по-этрусски Vatl), Волатерры (по-этрусски Velathra), Вольсинии (по-этрусски Velsuna), Арреций, Клузий (резиденция Порсенны), Цере (Агилла), с усыпальницей Тарквиниев (Tarchnas), Кортона, Перузий, Популония (по-этрусски Pupluna; вместо Популонии первоначально в союзе участвовали Веи), Рузеллы. Остальные города находились в зависимости от этих двенадцати общин: так, например, Фалерии зависели от Вей, Капена — от Фалерий. Собрания союза были очередные (они назначались ежегодно весной) и чрезвычайные и происходили при храме богини Вольтумны. На этих собраниях решались общие дела союза (главным образом вопросы о войне и мире), совершались общие религиозные празднества; в дни собраний устраивались игры и состязания. Кроме упомянутого союза, были ещё другие (из 12-ти же городов), в долине реки По и в Кампании. Господствующий в этрусских городах образ правления был первоначально царский, позднее аристократический, с временными олигархами — лукумонами (этр. lauchme — лат. princeps). В VIII и VII в. политическое могущество этрусков распространялось на Лациум и Кампанию; Рим не раз переходил во власть завоевателей — лукумонов. Исторические отголоски этих событий можно видеть в сказаниях о правлении в Риме рода Тарквиниев, о Целесе Вибенне и Мастарне; с последним Нибур отождествляет царя Сервия Туллия (ср. Gardhausen, «Mastarna oder Servius Tullius», Лейпциг, 1882). То же подтверждается и топографическими данными: существованием этрусского некрополя на Эсквилине и Тусского квартала (vicas Tuscus) в Риме и других городах Лациума. С падением города Тарквиний (в конце VI века) этрусское владычество в Лациуме прекратилось, а через столетие Рим политически окреп и смог нанести Этрурии удар взятием города Вейи.

### Древняя Германия
Первые попытки романизации предпринял Юлий Цезарь, продвинувшийся в долину реки Мёзель, а позже, форсировав Рейн, — до Рура. До 16 года до н. э. Часть Германии была частью провинции Косматая Галлия (Gallia Comata). В 12 году до н. э. была начата масштабная германская кампания Нерона Клавдия Друза, получившего титул Германика. Границы империи были расширены до Альбиса (Эльбы) и к 9 году до н. э. большинство племён были покорены. Его дело продолжил Тиберий. Август, воодушевлённый этой деятельностью, хотел создать Великую Германию (Germania Magna) между Альбисом и Реном (Рейном), однако ряд племён продолжали бороться против присвоения их территории статуса провинции.
В 16—13 годах до н. э. в Бельгийской Галлии (Gallia Belgica) были созданы военные зоны Нижняя (Inferior) и Верхняя (Superior) Германия. До 83/84 годов, когда Домициан преобразовал зоны в самостоятельные провинции, формально командиры армий на Нижнем и Среднем Рейне подчинялись прокуратору Бельгийской Галлии. Естественной границей между двумя областями стал Рейн, превратившийся в хорошо укреплённый рубеж (лимес). Рейнская граница была одной из самых нестабильных в империи, поэтому Рим держал там сильные гарнизоны. Однако приблизительно со 103 года и до конца IV века её стали защищать всего 2 легиона — I Minervia в Бонне и VI Victrix в Кастре Ветере, позднее ставшие известны как «exercitus Germanicus Inferior» (EXEGERINF) — «нижнегерманское войско». Около 400 г. Стилихон перевёл почти весь оставшийся гарнизон в Италию и в Германии остались лишь небольшие подразделения.

### Британия
После завоевания римлянами Галлии в середине I века до н. э. Юлий Цезарь предпринял два похода в Британию (55 и 54 до н. э.). Систематическое завоевание Британии Римом началось в 43 году н. э. и завершилось в основном к концу 60-х гг. Британия стала одной из окраинных провинций Римской империи. Романизации подверглись главным образом южная, восточная и отчасти центральная области; запад и Север почти не были ей затронуты. Среди местного населения часто поднимались восстания (например, восстание Боудикки в 61 году). Завоевание было закреплено системой укреплённых пунктов (римские лагери) и военных дорог. Вдоль северных границ были сооружены римские валы.
Ускорив процесс социальной дифференциации, завоевание не привело к коренным изменениям в кельтском обществе. Кризис Римской империи сказался и на судьбах Британии. С конца III века начались набеги кельтских и саксонских племён. В начале V века римское владычество в Британии прекратилось. Британия снова распалась на ряд независимых кельтских областей.

## Античность

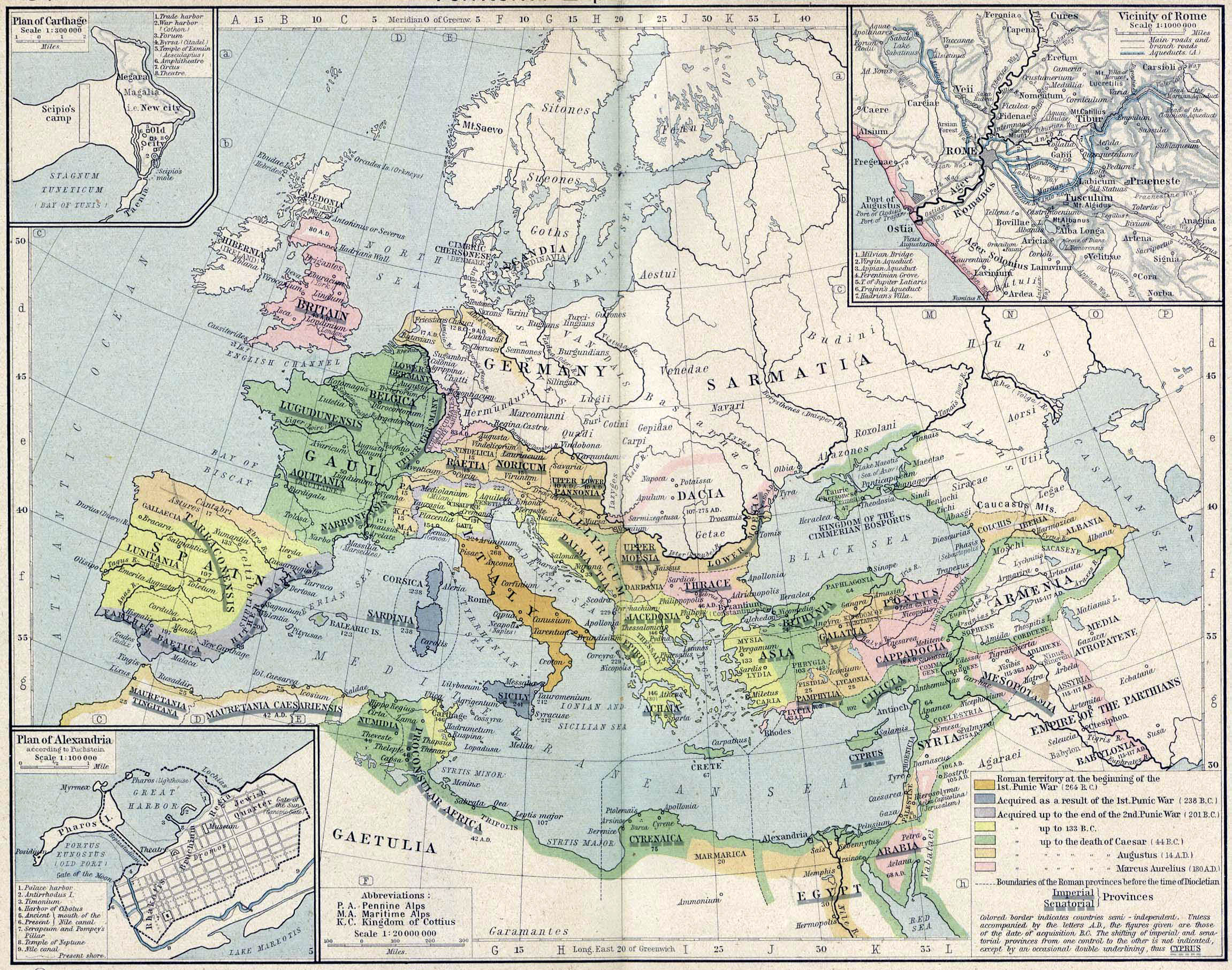
Римская экспансия в 264 до н. э. — 180 н. э.

### Эллинизм

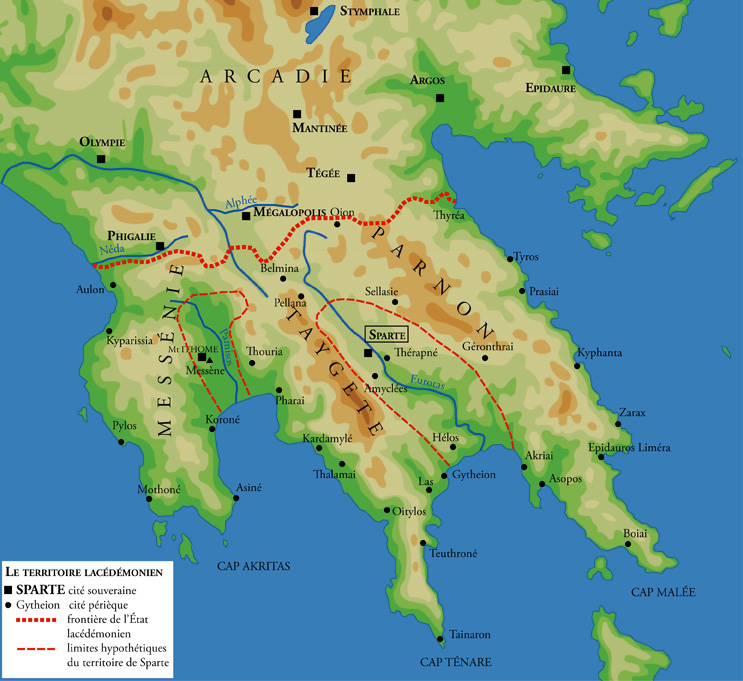
Территория Спарты

Эллинистическая цивилизация началась как коллекция городов-государств (самые важные из них были Афины и Спарта), которые имели самые разнообразные типы управления и культуры, философии, науки, политики, спорта, театра и музыки.
Эллинические города-государства основали большое количество колоний на берегах Чёрного моря и Средиземного моря, Малой Азии, на Сицилии и в Южной Италии (Magna Graecia), но в четвёртом столетии до н. э. их внутренние войны сделали их лёгкой добычей для короля Филиппа II Македонского. Кампании его сына Александра Македонского распространили греческую культуру в Персию, Египет и Индию, но также благоприятствовали контакту с более старыми культурами этих стран, открыв (начав) новый период развития, известный как Эллинизм.

### Древний Рим

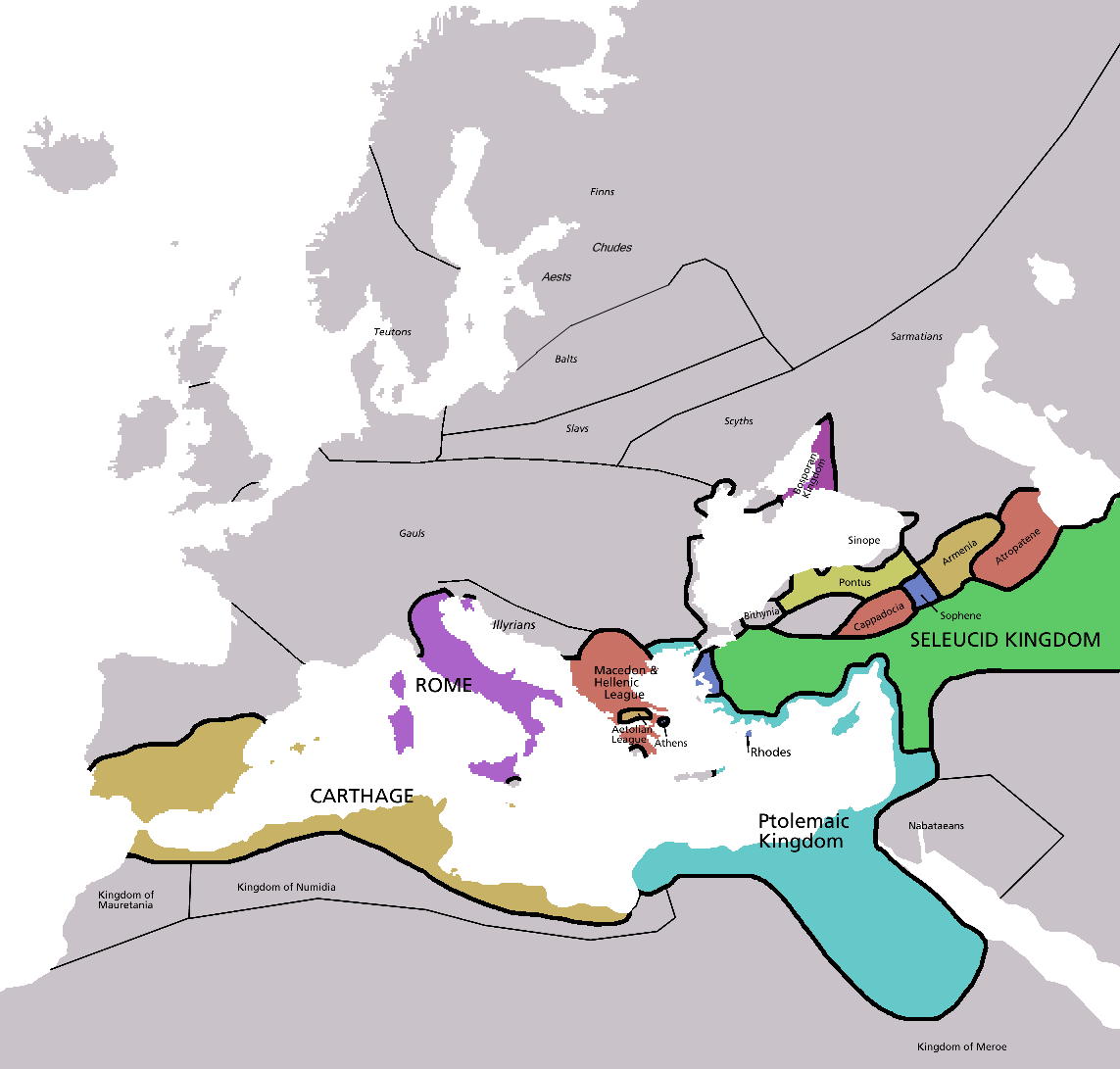
Европа в 220 до н. э.

Большая часть знаний греков была ассимилирована Римским государством, расширявшимся с территории Италии. Из-за колоссальной военной мощи римлян и неспособности большинства его врагов к сопротивлению, самым серьёзным вызовом росту римского могущества стала финикийская колония Карфагена, но поражение Карфагена в конце III столетия до н. э. отметило начало римской гегемонии.
Сначала управляемый царями, затем как сенаторская республика (см. Римская Республика) Древний Рим, наконец, стал империей в конце I столетия до н. э., при Августе и его авторитарных преемниках.
Римская империя имела свой центр на Средиземном море, управление всеми странами на его берегах; северная граница была отмечена реками Рейн и Дунай; при императоре Траяне (II век нашей эры) империя достигла своей максимальной экспансии, включив в свой состав такие территории, как Римская Британия, Румыния и части Месопотамии. Империя принесла с собой мир, цивилизацию, эффективное централизованное управление, но в третьем столетии серия гражданских войн подорвала её экономический и социальный статус.
В IV-м столетии, императоры Диоклетиан и Константин I Великий смогли замедлить процесс упадка, разделяя империю на Западную и Восточную части. В то время, как Диоклетиан сурово преследовал христианство, Константин I объявил официальное прекращение преследование христиан в 313 году своим Миланским эдиктом, таким образом, подготовив почву для империи позднее стать официально христианской в 380 году. В результате этого Церковь стала важным государственным институтом.

## Средние века

### Раннее Средневековье

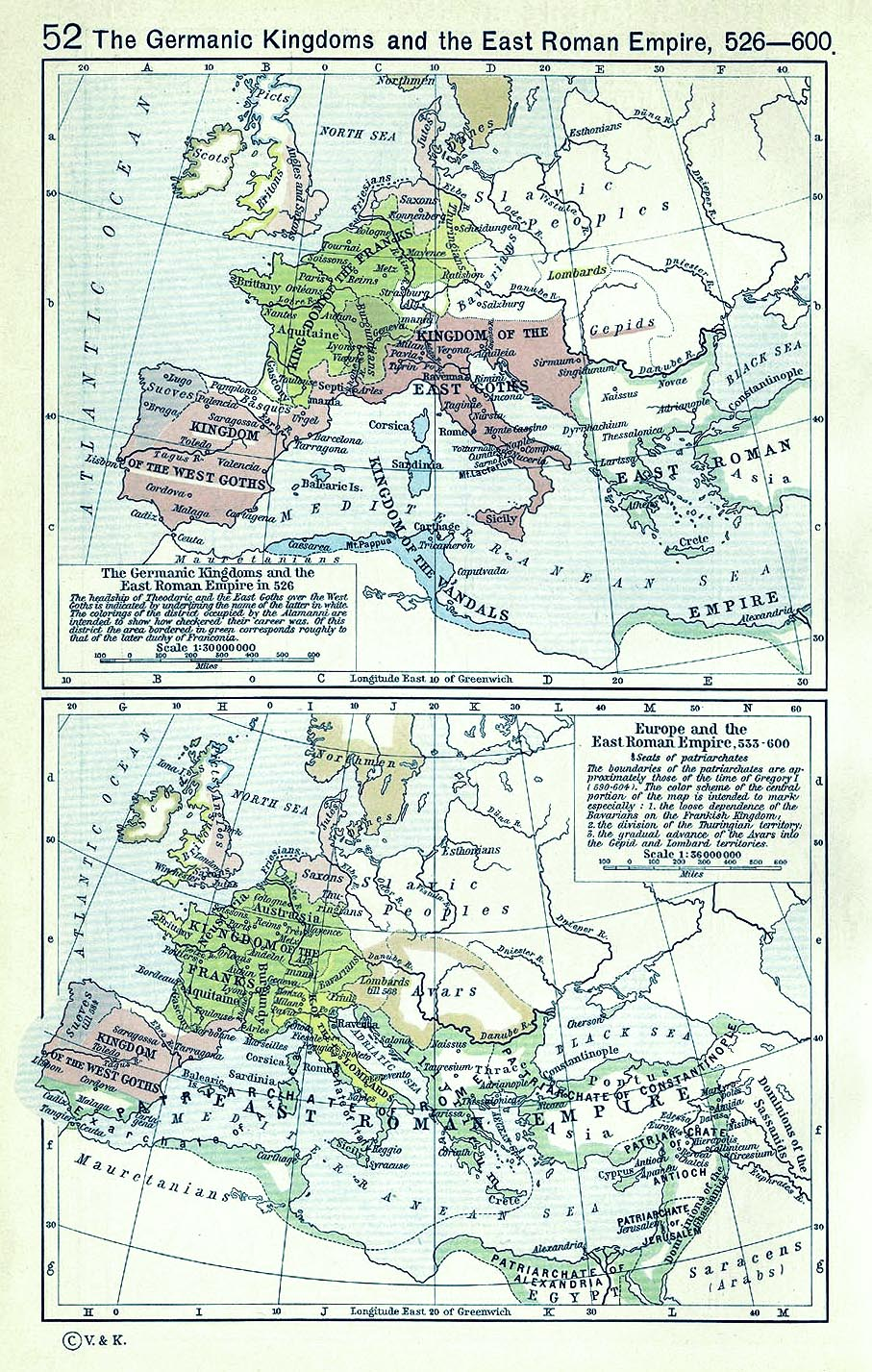
Европа в 526 — под контролем готов и Византийская империя в 600 году в период своего расцвета.

С 500 по 1000 годы в эпоху раннего Средневековья произошло Великое переселение народов, в Европу пришли викинги и тюрки, возникли ханства гуннов, авар, хазар, болгар; королевства остготов в Италии и вестготов в Аквитании и на Пиренейском полуострове и образовалось Франкское государство, в период своего расцвета занимавшее большую часть Европы.
Вследствие традиции разделять наследство между сыновьями, территория франков только условно управлялась как единое государство, фактически она была разделена на несколько подчиненных королевств (regna). Количество и расположение королевств менялось с течением времени, и изначально Франкией называлось только одно королевство, а именно Австразия, располагавшееся в северной части Европы на реках Рейн и Маас; тем не менее, иногда в это понятие включали и королевство Нейстрия, находившееся севернее реки Луара и западнее реки Сена. С течением времени применение названия Франкия смещалось в направлении Парижа, установившись в результате над областью бассейна реки Сены, окружавшей Париж (в наши дни известной под именем Иль-де-Франс), и давшей своё имя всему королевству Франция.
В VIII веке Пиренейский полуостров захватили арабы. 
Централизация власти, которую осуществил Карл Великий, а также его личная любовь к учёности сыграли центральную роль в Каролингском возрождении. Каролингское возрождение было тесно связано с военно-политическими и административными задачами, которые стояли перед Каролингами, стремившимися к укреплению своей власти на всей территории империи, для чего было необходимо подготовить служебно-административные кадры, образованное духовенство. Эти цели преследовало насаждение новых школ (в Туре, Корби, Фульде, Реймсе, Райхенау и др.). Центром Каролингского возрождения был своеобразный кружок при дворе Карла Великого, так называемая «Палатинская академия», которой руководил Алкуин. В кружке участвовали Карл Великий, его биограф Эйнгард, поэт Ангильберт и др.
В период Каролингского возрождения вырос интерес к светским знаниям, «Семи свободным искусствам» (их новое средневековое толкование — применительно к условиям феодально-церковной культуры — стремились дать Алкуин, аббат Фульдского монастыря Рабан Мавр и др.). Особое место среди деятелей Каролингского возрождения занимали выходцы из Ирландии — Седулий Скотт, знаток греческого языка, поэт и учёный, и Иоанн Скот Эриугена, первый оригинальный философ Средневековья, создатель пантеистической системы.

#### Западная и Восточная Европа
Деление Европы на Западную и Восточную усилилось после падения Западной Римской империи в V веке, в результате завоевания тюрками Аттилы и Германскими племенами, в то время как Восточная Римская империя (называемая также Византийская империя) просуществовала ещё тысячу лет. Римская империя была уже разделена на греко-говорящие и латинско-говорящие регионы в течение многих столетий.
В VII и VIII столетиях арабская экспансия принесла исламскую культуру к южным Средиземноморским берегам (от Сирии до Сицилии и Испании), все более увеличивая различия между различными Средиземноморскими цивилизациями. Были утеряны многие знания и технологии, торговля пришла в упадок и люди возвратились к местным аграрным сообществам-общинам.
В том же самом столетии, тюрки-болгары создали государство в Европе — Болгария, впоследствии ставшим одним из первых славянских государств.
Феодализм создал новый порядок в мире без городов и заменил централизованную римскую администрацию, которая была основана на городах и высокоорганизованной армии.

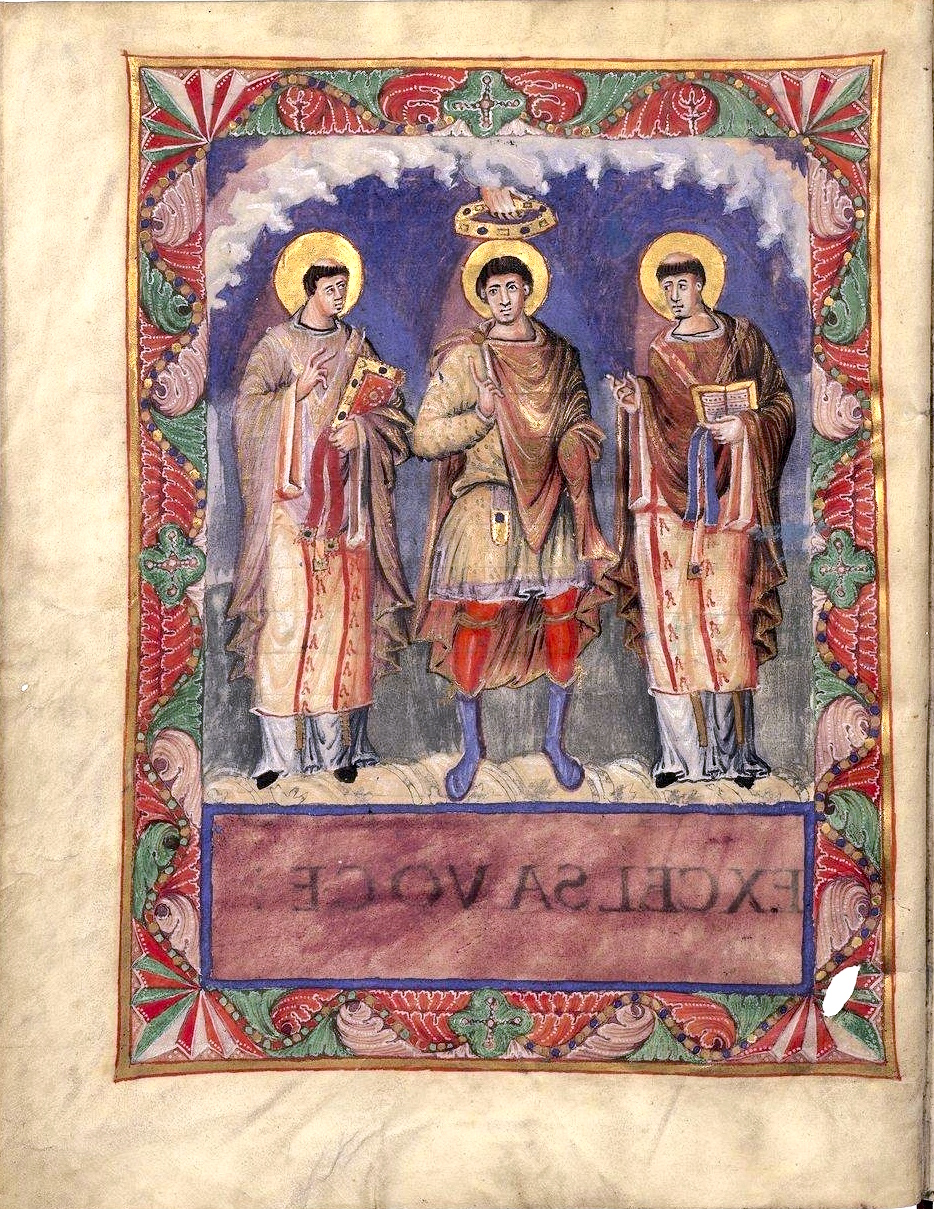
IX век. Изображение Карла Великого с папами Геласием I и Григорием I

В Западной Европе в конце VIII — середине IX века, в эпоху правления королей франков Карла Великого, Людовика Благочестивого и Карла Лысого из династии Каролингов началось Каролингское возрождение. В это время наблюдалось расцвет литературы, искусств, архитектуры, юриспруденции, а также теологических изысканий. Во время Каролингского возрождения мощный импульс получило развитие средневековой латыни, на основе латинского алфавита возник особый шрифт, каролингский минускул. При монастырях открывались школы и библиотеки.
В начале X века появление Юстинианского кодекса в Западной Европе разожгло интерес к юриспруденции по обе стороны вновь формирующихся границ между Востоком и Западом. На католическом и франкском западе римское право стало основой всех правовых концепций и систем. Его влияние прослеживается во всех западных правовых системах, хотя по-разному и в разной степени. Изучение канонического права, правовой системы католической церкви, слилось с изучением римского права, что заложило основу для возрождения западной правовой науки.

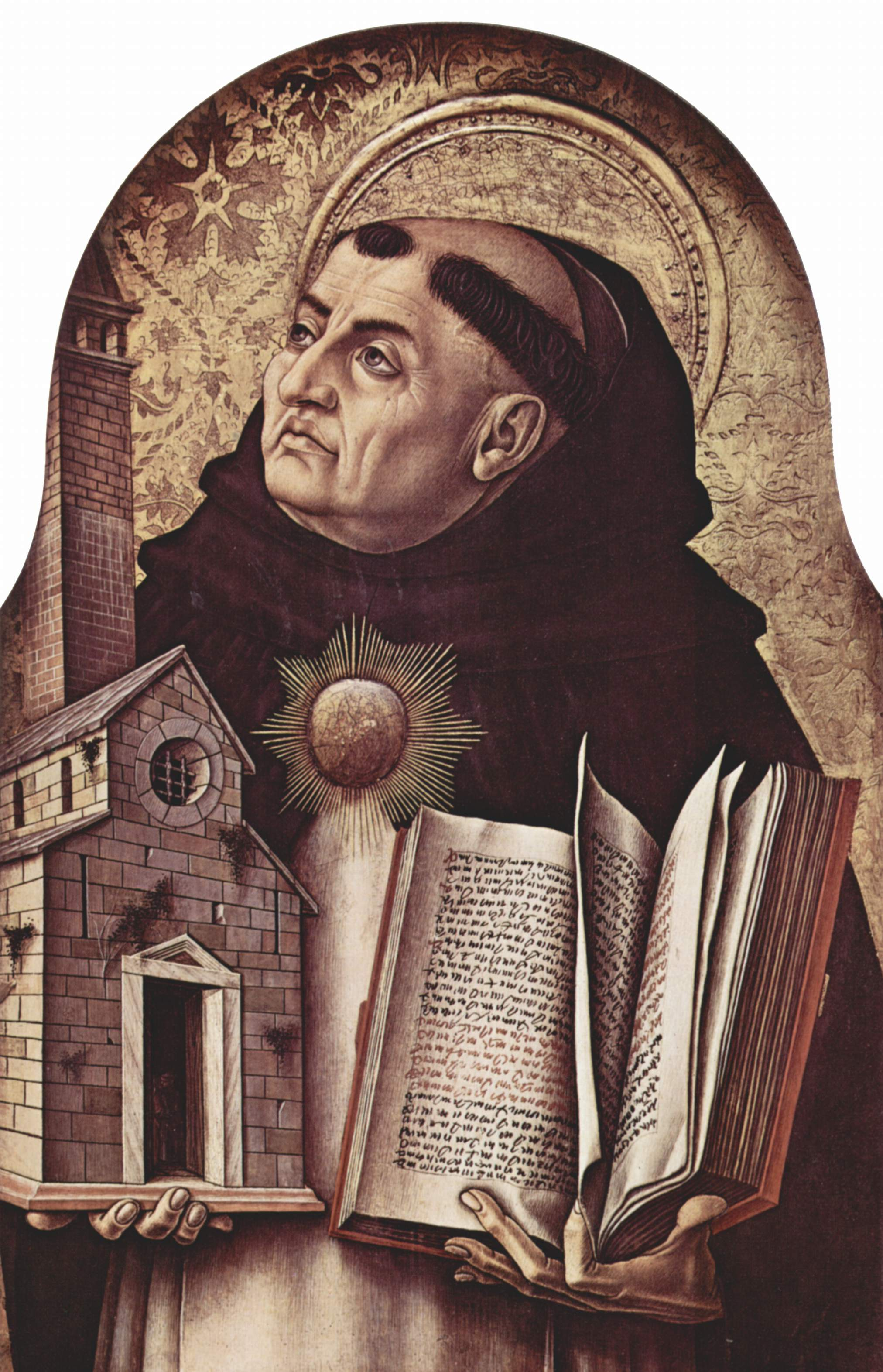
Фома Аквинский, выдающийся средневековый философ

С поздней античности до Средневековья и далее, в то время как в Восточной Европе обретала влияние Православная церковь, Южная и Центральная Европа всё более сплачивалась под лоном Католической церкви, которая, с потерей римского имперского управления, была единственной объединяющей силой в Западной Европе. В 1054 году произошёл Великий раскол, который снова разделил Европу на религиозные и культурные регионы, присутствующие по сей день.
После падения Римской империи многие античные греческие тексты были переведены на арабский язык и сохранились в средневековом исламском мире. Греческая классика наряду с арабской наукой, философией и технологией была распространена в Западную Европу и переведена на латынь, что привело к началу эпохи Возрождения XII и XIII веков.

#### Каролингская империя и её распад

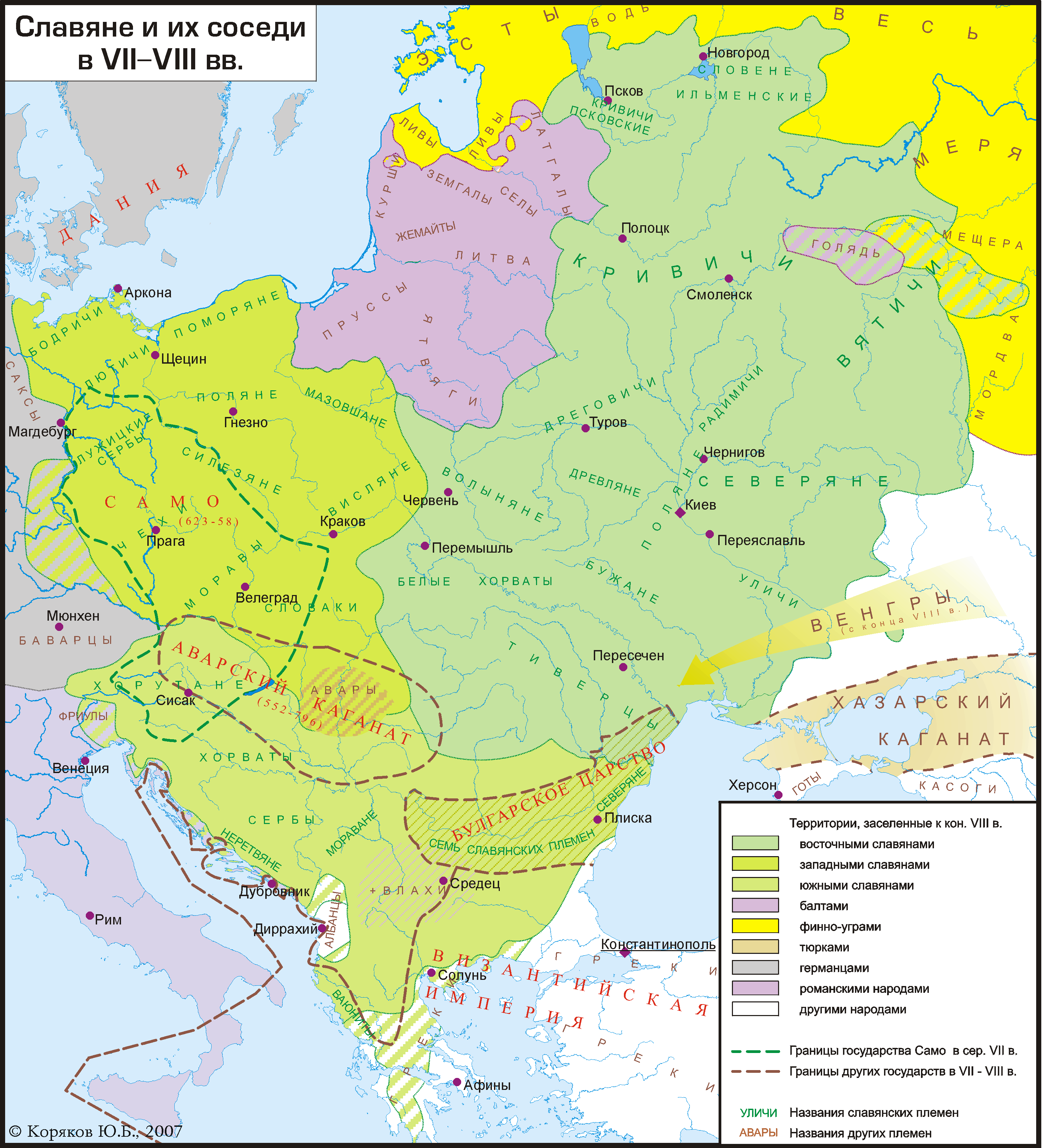
Карта расселения славян и их соседей в VII—VIII веках

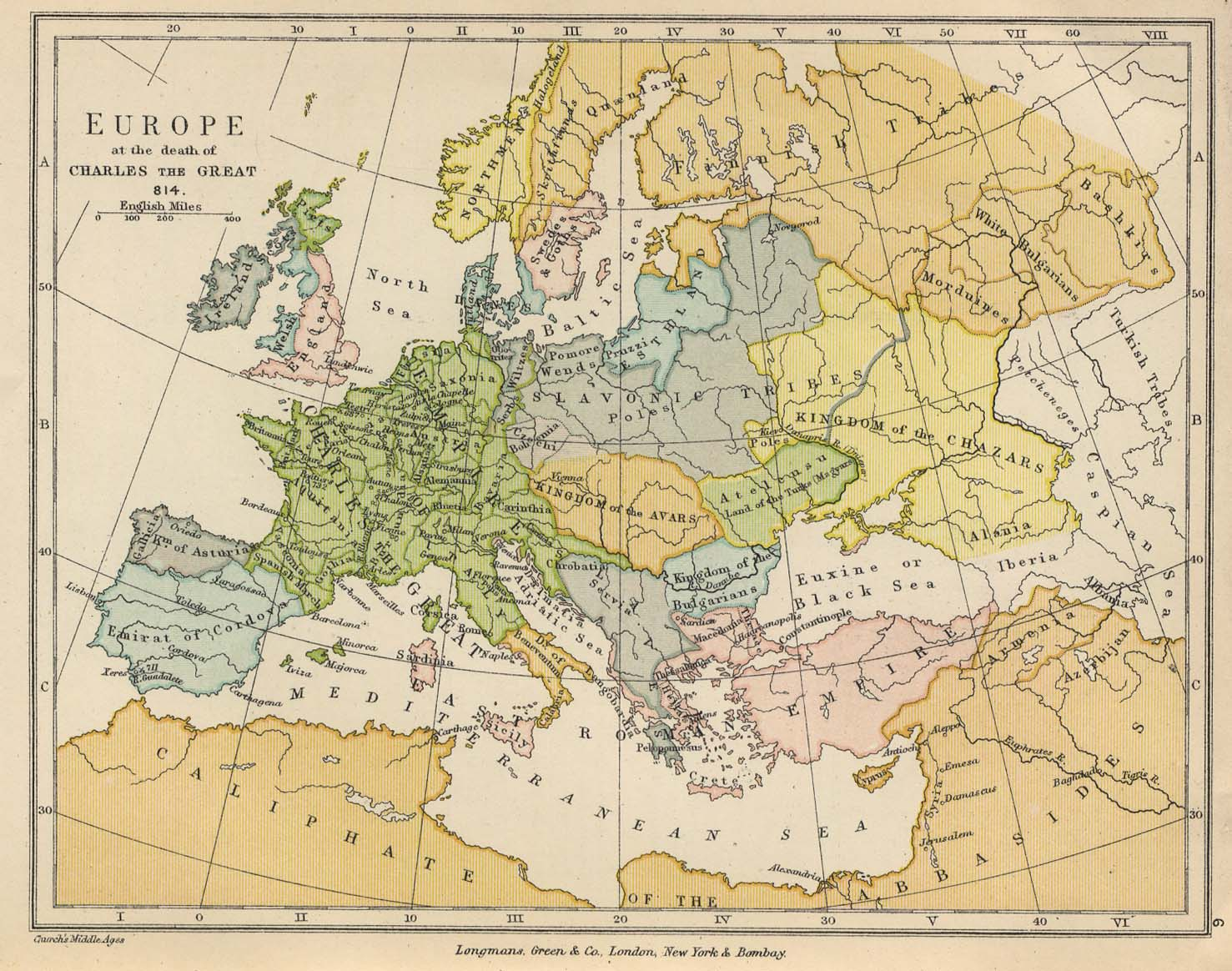
Европа (814 год)

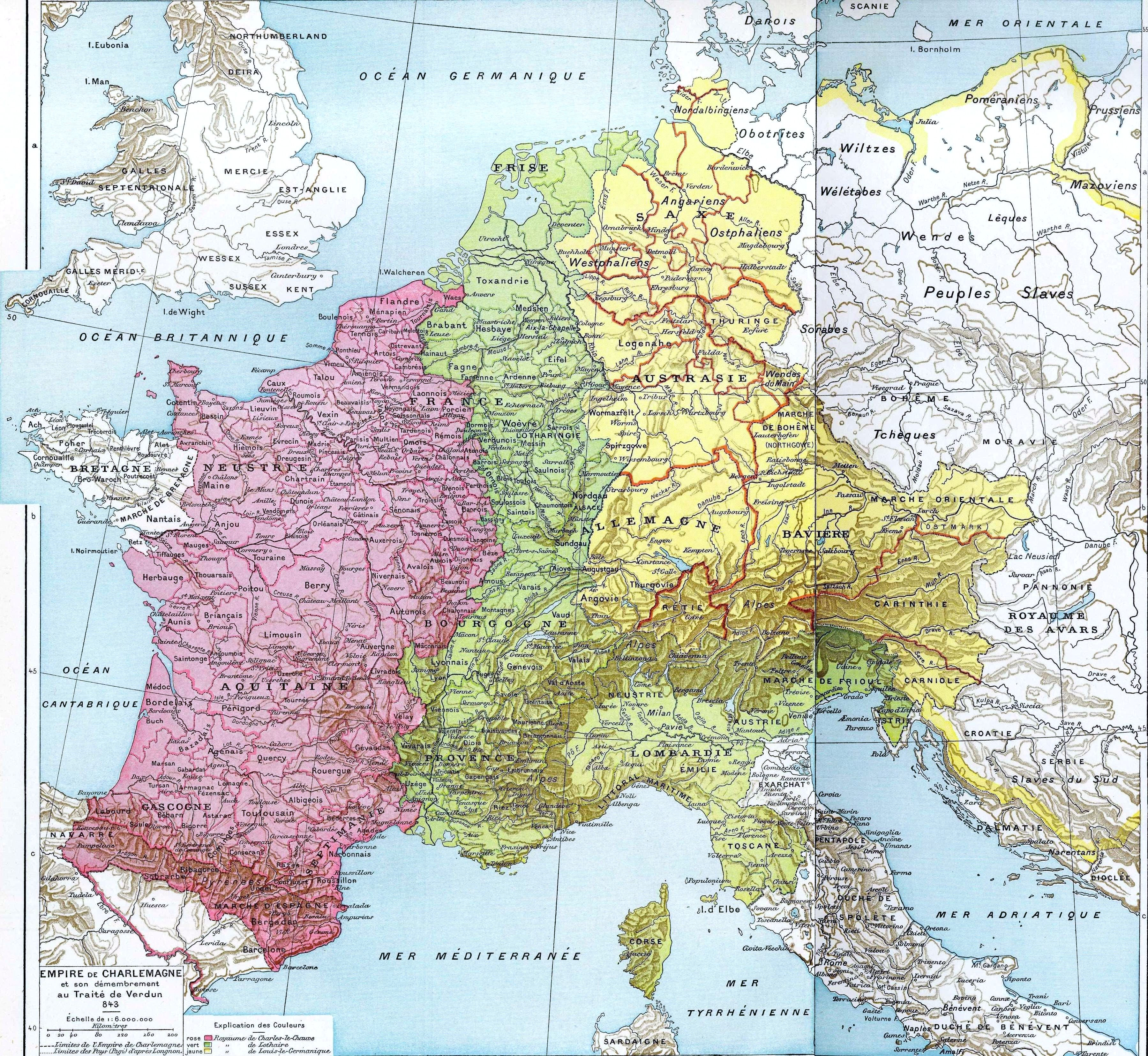
Максимальная территория Империи Каролингов. Представлены 3 части при территориальном делении 843 года, слева направо:
- Западно-Франкское королевство: Карл II Лысый, король Западных франков.
- Срединное королевство: Лотарь I, король Срединных франков, номинальный Император. Это королевство распалось в 869 году.
- Восточно-Франкское королевство: Людовик II Немецкий, король Восточных франков.

Карл Великий, король франков, в 800 году был коронован Папой римским как император Запада. Его империя основывалась на территориях современной Франции, Бенилюкса и Германии расширяясь на современную территорию Венгрии, Италии, Богемии, Нижней Саксонии и Испании. Он и его отец получили существенную помощь от союза с Римским папой, который хотел получить помощь против Лангобардского королевства.
Франкское государство Карла Великого после его смерти в 814 году в итоге было разделено следующим образом:
- Западно-Франкским королевством правил Карл Лысый. Это королевство является предвестником современной Франции. Оно состояло из следующих крупных феодальных владений: Аквитания, Бретань, Бургундия, Каталония, Фландрия, Гасконь, Септимания, Иль-де-Франс и Тулуза. После 987 года королевство стало известно под именем Франция, поскольку представители новой правящей династии Капетингов изначально являлись герцогами Иль-де-Франс.
- Срединным королевством, земли которого были втиснуты между Восточной и Западной Франкией, правил Лотарь I. Образованное в результате Верденского договора королевство, включавшее Итальянское королевство, Бургундию, Прованс и западную часть Австразии, было «искусственным» образованием, не имевшим этнической или исторической общности. Это королевство было разделено в 869 году после смерти Лотаря II на Лотарингию, Прованс (причём Бургундия была, в свою очередь, разделена между Провансом и Лотарингией), а также северную Италию.
- Восточно-Франкским королевством правил Людовик II Немецкий. Оно содержало четыре герцогства: Швабия (Алемания), Франкония, Саксония и Бавария; к ним позже, после смерти Лотаря II добавились восточные части Лотарингии. Такое деление существовало вплоть до 1268 года, когда прервалась династия Гогенштауфенов. Оттон I был коронован 2 февраля 962 года, что положило начало истории Священной Римской империи (идея Translatio imperii). Начиная с X столетия Восточная Франкия также стала известна под именем Тевтонское королевство (лат. regnum Teutonicum), или Королевство Германия, и это название стало преобладающим в эпоху правления Салической династии. С этого времени, после коронации Конрада II, стал использоваться титул императора Священной Римской империи.

#### Другие регионы Европы
В 833 году Моймир I присоединил к Великой Моравии Нитранское княжество, а в 846 году — распространил свою власть на территорию Чехии.
В конце IX и в X столетии Северная и Западная Европа чувствовала расцветающую мощь и влияние викингов, которые совершали пиратские набеги, торговали, завоёвывали и заселяли стремительно и эффективно с их передовыми мореходными судами, типа галеры. Венгры грабили материковую Европу, а арабы — юг.
В X веке в Восточную Европу, под влиянием Великой Моравии, распространились витые серебряные серьги, сканно-зернённые подвески головного убора и ожерелий, пуговицы. Во второй половине X века традиции лука-райковецкой культуры полностью уступают место комплексу древнерусской культуры, включая появление ингумаций.
В X веке независимые королевства были основаны в Центральной Европе, например Польша и Венгрия. Последняя прекратила свои грабительские набеги.

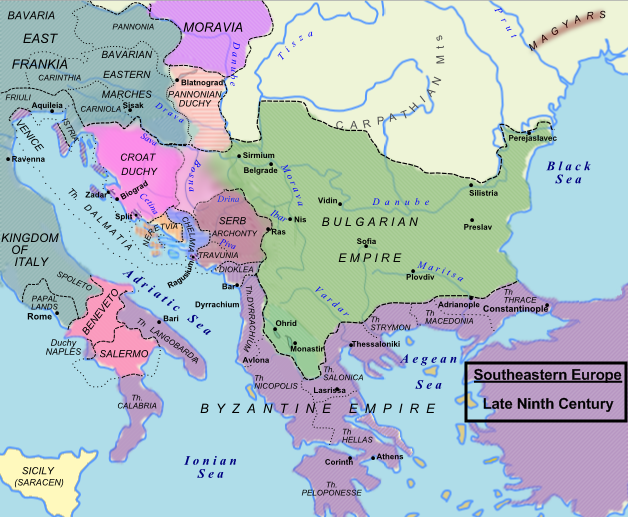
Юго-Восточная Европа в конце IX века

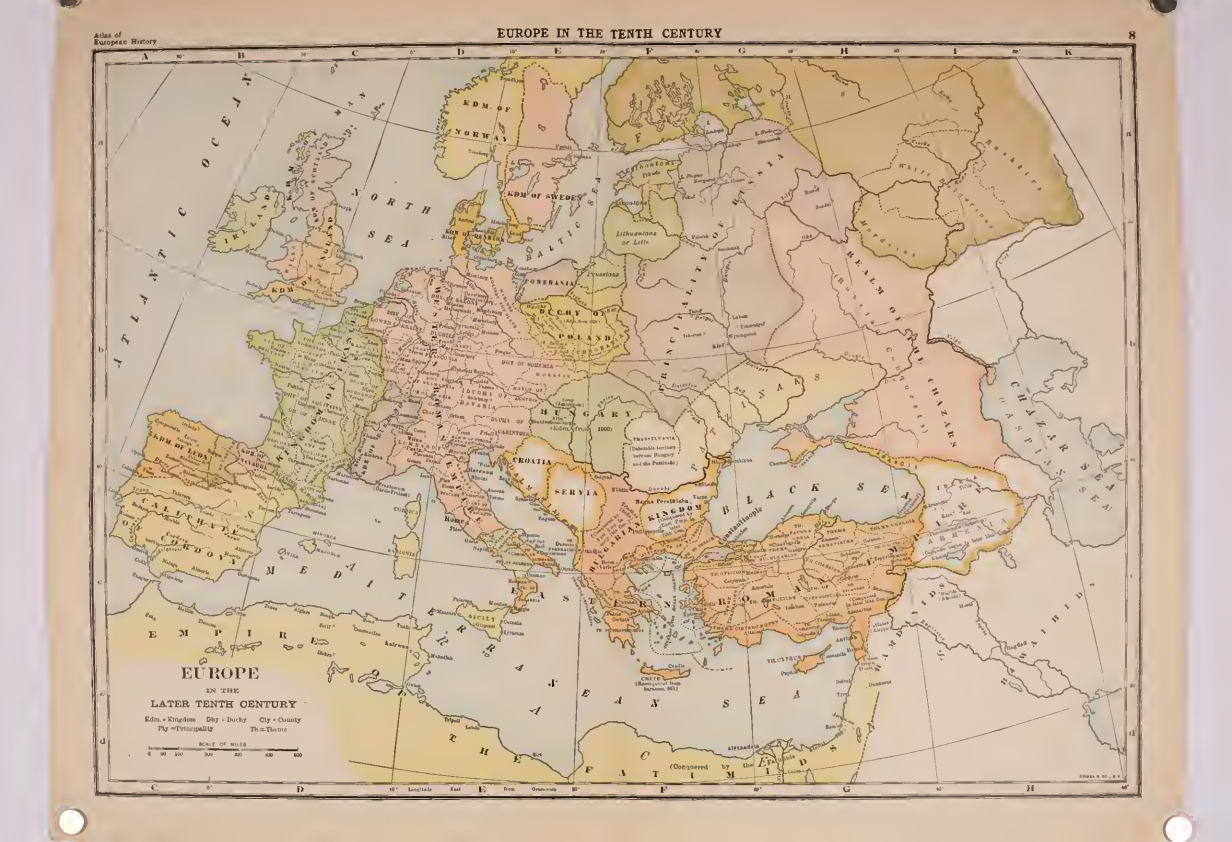
Европа (901 г. н. э. — 31 дек. 1000 г.)

В последующем периоде, закончившимся приблизительно в 1000 году, произошёл дальнейший рост феодализма, который ослабил Священную Римскую империю.

### Высокое Средневековье
После Раскола христианской церкви в 1054 году западное христианство было принято в новых созданных королевствах Центральной Европы: Польше, Венгрии и Богемии.
Римская Католическая Церковь превратилась в лидирующую силу, что привело к конфликтам между Папой и Императором.
Области под властью римской католической церкви непомерно расширились в связи с обращением в христианство языческих королей Скандинавии, Литвы, Польши, Венгрии и благодаря крестовым походам. Большая часть Европы стала романо-католической в XV столетии.

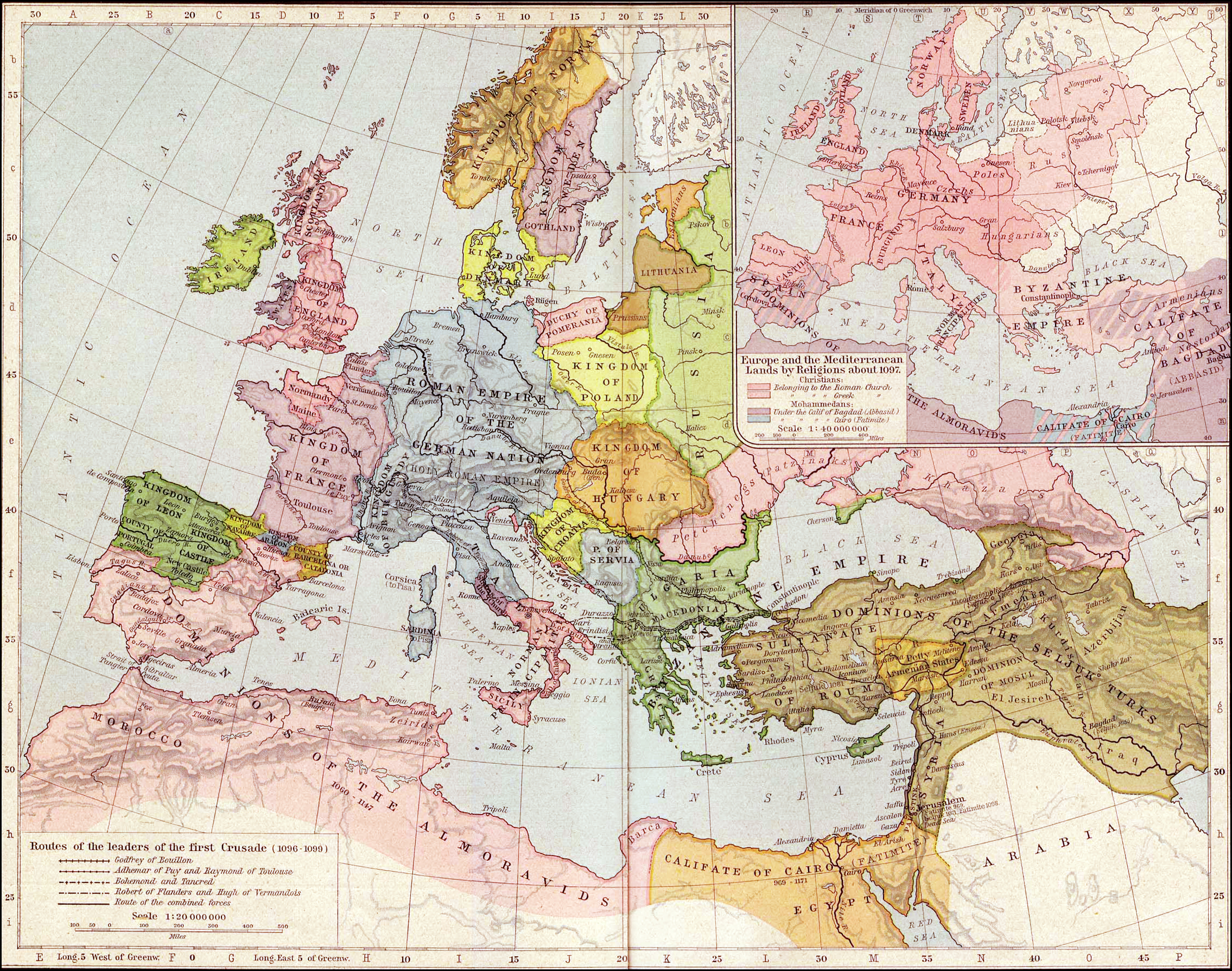
Европа (1097 год)

### Позднее Средневековье
Ранние знаки второго рождения цивилизации в Западной Европе начали появляться в XI веке, когда торговля, ведущая к экономическому и культурному росту независимых городов-государств, таких как Венеция и Флоренция, снова началась в Италии. В это же время национальные государства начали формироваться в таких местах, как Франция, Англия, Испания и Португалия, хотя процесс их формирования (обычно отмечаемый конкуренцией между монархией, аристократическими феодалами и церковью), фактически занял несколько столетий. (См. Реконкиста для последних двух стран.) С другой стороны, Священная Римская империя, по существу базируемая в Германии и Италии, фрагментировалась на значительное количество феодальных княжеств или небольших городов-государств, чьё подчинение императору было всего лишь формальным.
Одной из величайших катастроф, поразивших Европу, была бубонная чума, также известная как Чёрная смерть. Были многочисленные вспышки, но самая серьёзная была в середине 1300-х годов, убившая по разным оценкам до трети европейской популяции. Так как многие евреи работали как ростовщики (ростовщичество не позволялось для христиан), к ним сформировалось негативное отношение со стороны остальных европейцев. В результате этого евреи зачастую обвинялись в распространении эпидемии. Это приводило к увеличению преследования евреев в некоторых областях Европы. Тысячи евреев бежали в Польшу.

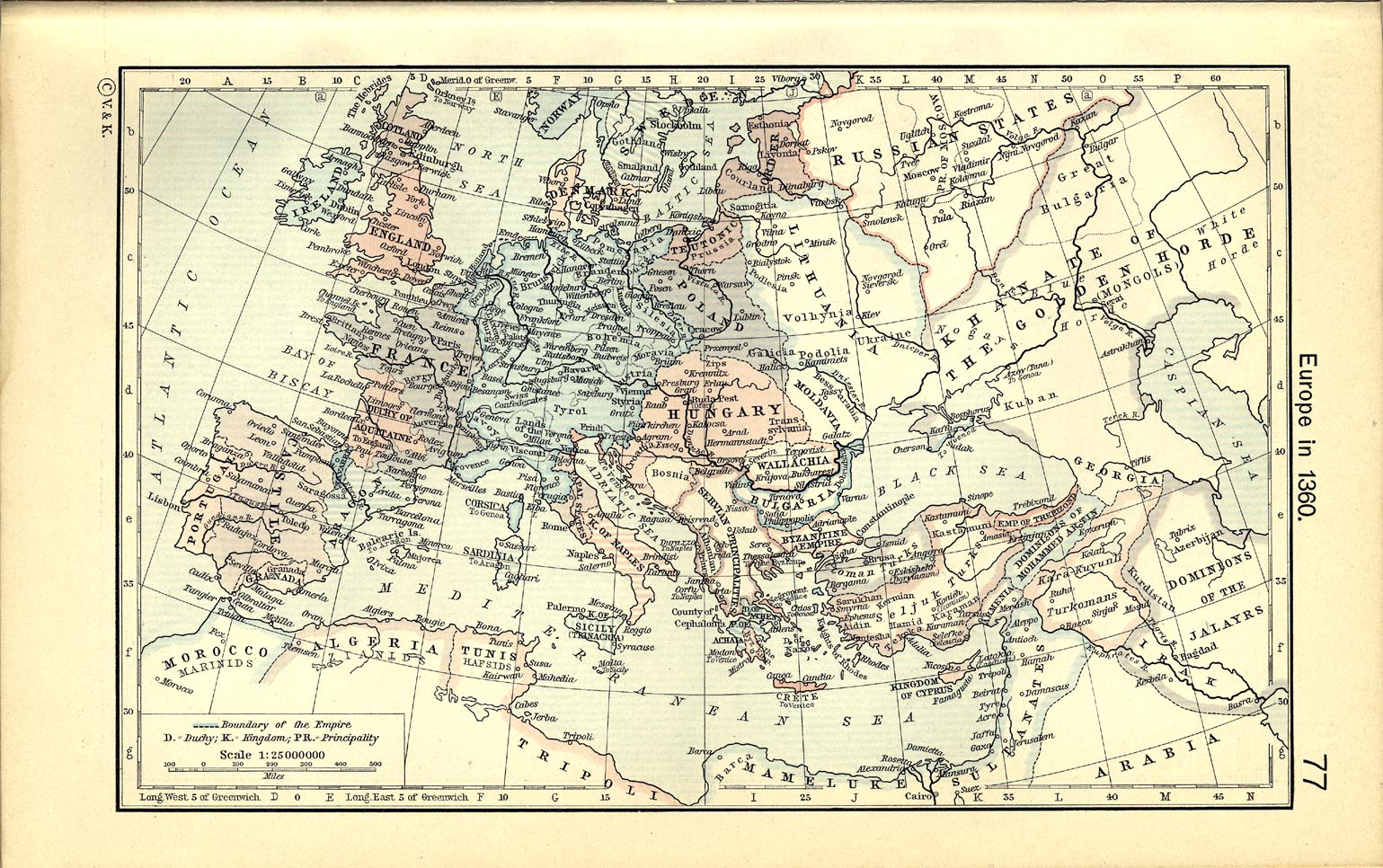
Европа (1360 год)

Начиная с XIV века Балтийское море стало одним из самых важных торговых путей. Ганзейский союз — объединение торгующих городов — облегчил включение огромных областей Польши, Литвы и других балтийских стран в европейскую экономику. Земли Великого княжества Литовского при Ольгерде (правил в 1345—1377 годах) простирались от Балтики до Причерноморских степей.
По традиции конец Средневековья связывают с Падением Константинополя и захватом Византии турками-османами в 1453 году.
Турки сделали этот город столицей своей Оттоманской империи, которая продержалась вплоть до 1919 года и включала также Египет, Сирию и большую часть Балкан.

### Эпоха Возрождения
Петрарка писал в 1330-х годах: «Я жив теперь, все же я предпочитал бы родиться в другое время». Возник Ренессанс — новая эпоха, значительное место в которой отводилось обучению.
Миграция образованного населения Византии XIV—XV веков и падение Константинополя в 1453 году способствовало осознанию в странах римско-католической Церкви того, что Европа отныне осталась единственным христианским континентом, а античное культурное наследие языческой Европы — их достояние.

Европа (1500 год)

Отличительная черта эпохи возрождения — светский характер культуры и её антропоцентризм. В то время возник интерес к античной культуре, произошло как бы её «возрождение», что и дало название эпохе.

## Новое время

### Раннее новое время: XVI—XVIII столетия

#### Великие географические открытия

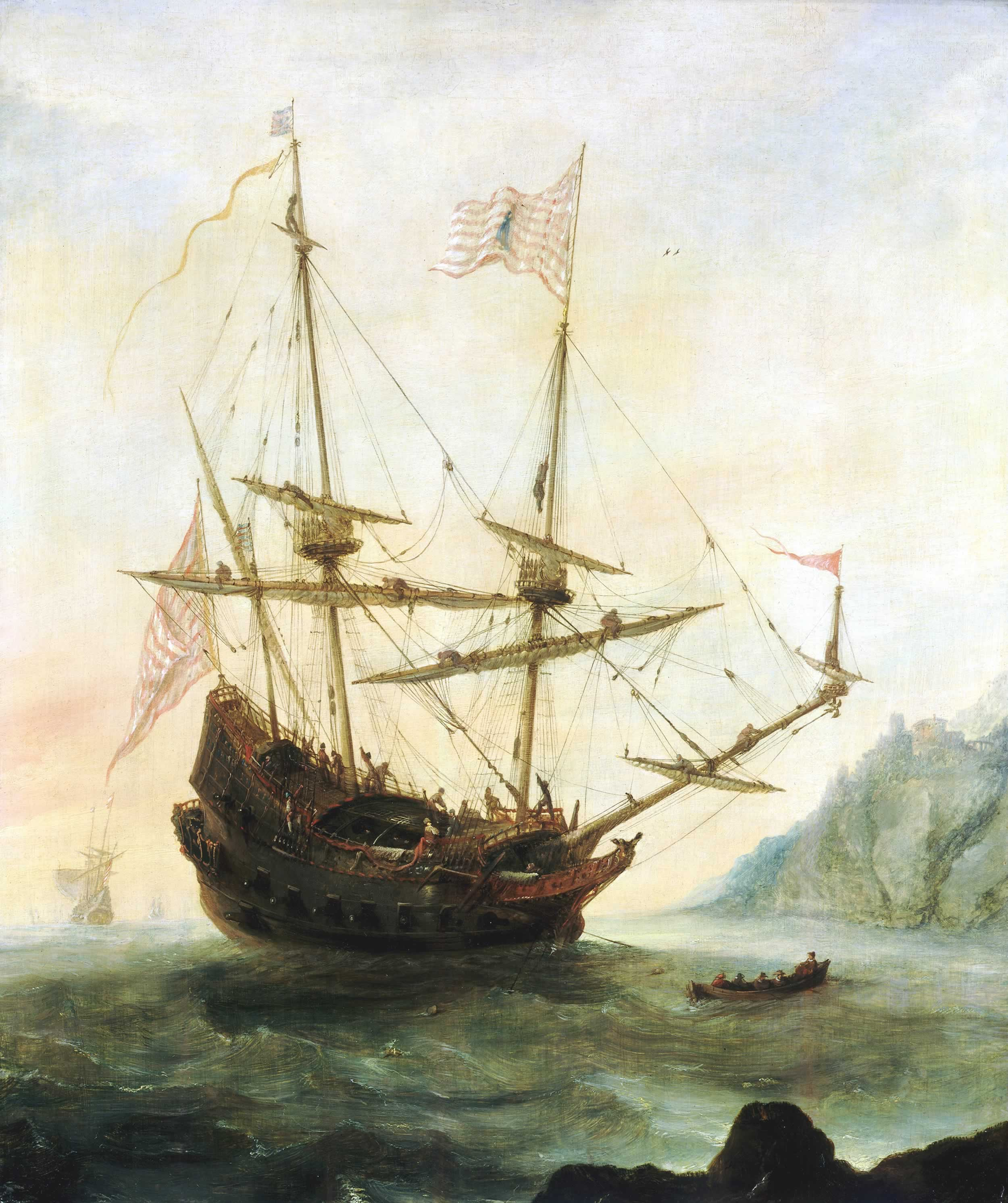
«Санта-Мария».

Великие географические открытия середины XV — середины XVII века были связаны с процессом первоначального накопления капитала в Европе. Освоение новых торговых путей и стран, ограбление вновь открытых земель способствовали развитию этого процесса, положили начало созданию колониальной системы капитализма, складыванию мирового рынка. К концу XV века были значительно усовершенствованы навигационные приборы (компас и астролябия), позволявшие более точно, чем раньше, определять положение корабля в открытом море. Появился новый тип судна — каравелла, которая благодаря системе парусов могла идти и по ветру, и против ветра, достигая скорости 22 км/ч. К тому же, появляется информация о морских течениях, приливах и отливах, направлении ветров. Нанесение на карту новых земель подтолкнуло развитие картографии. Кроме того, традиционно европейцы знали только один путь в Индию — через Средиземное море, а затем — по суше. Однако Средиземное море было захвачено турками-сельджуками, с XIV—XV веков они господствовали на море, собирая высокие пошлины с европейских купцов, а также промышляли пиратством. Из-за этого путь через Средиземное море стал очень дорогим и невыгодным, и встал вопрос о поисках новых путей в Индию.
В поисках этих путей Христофор Колумб в 1492 году открыл Америку, а Васко да Гама, обогнув Африку с юга, в 1498 году достиг Индии. Эти открытия поражали воображение и раскрывали перед Европой совершенно новые перспективы развития.
Великие географические открытия привели к созданию испанской и португальской колониальных империй. Главные торговые пути пролегали теперь через Атлантический, Тихий и Индийский океаны, такие города Италии, как Венеция и Генуя, утратили своё былое положение центров мировой торговли, а главным рынком восточных товаров стал Лиссабон.

#### Итальянские войны

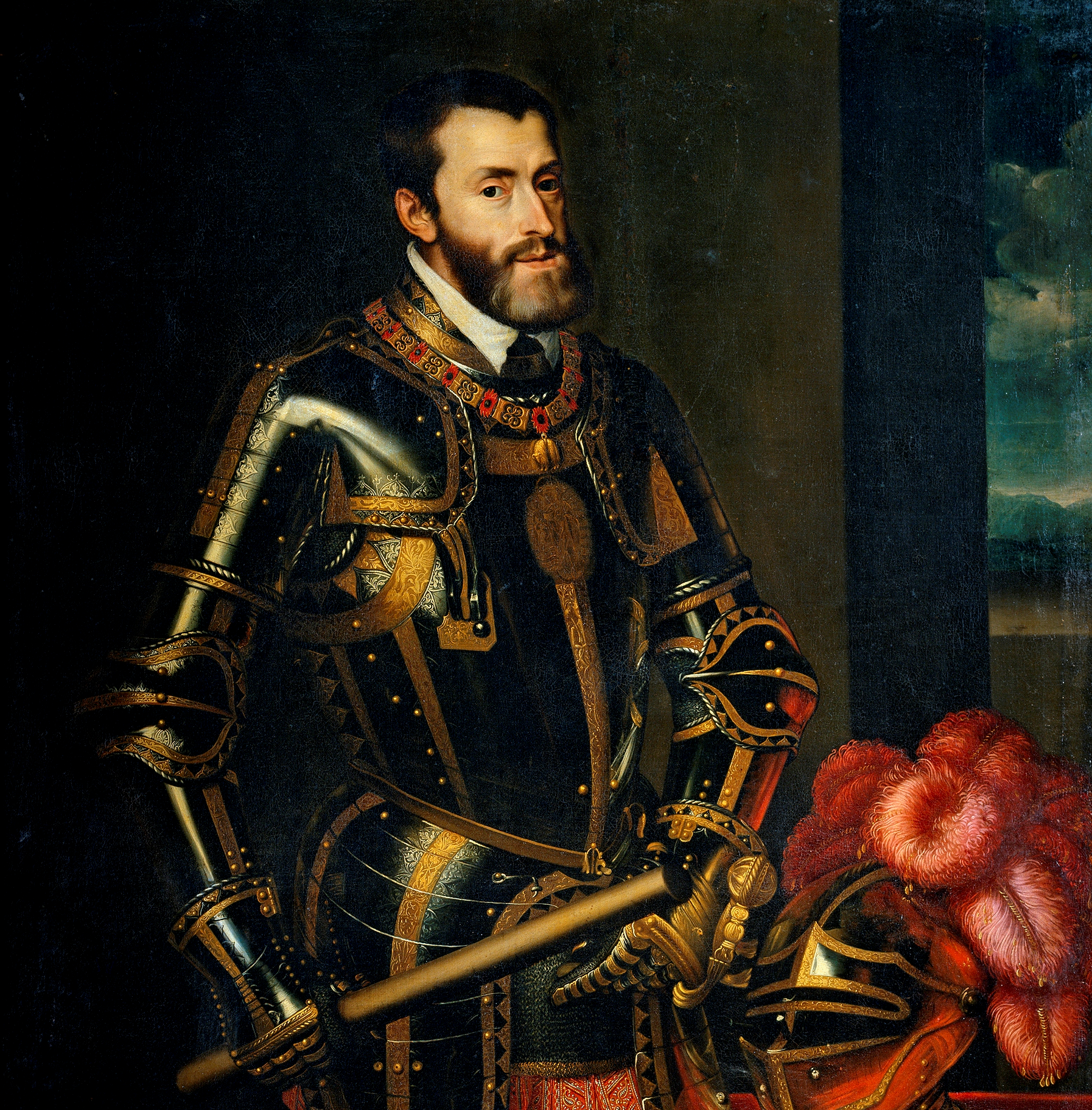
Карл V Габсбург, император Священной Римской империи и король Испании

На протяжении конца XV — первой половины XVI веке по всей Европе происходил ряд войн, главной причиной которых было соперничество Габсбургов и Франции. Основным театром военных действий была Италия. В результате этих войн Франция была вытеснена из Италии, а ведущей державой Европы стала габсбургская Испания, бывшая также крупнейшей колониальной державой в мире.

#### Реформация

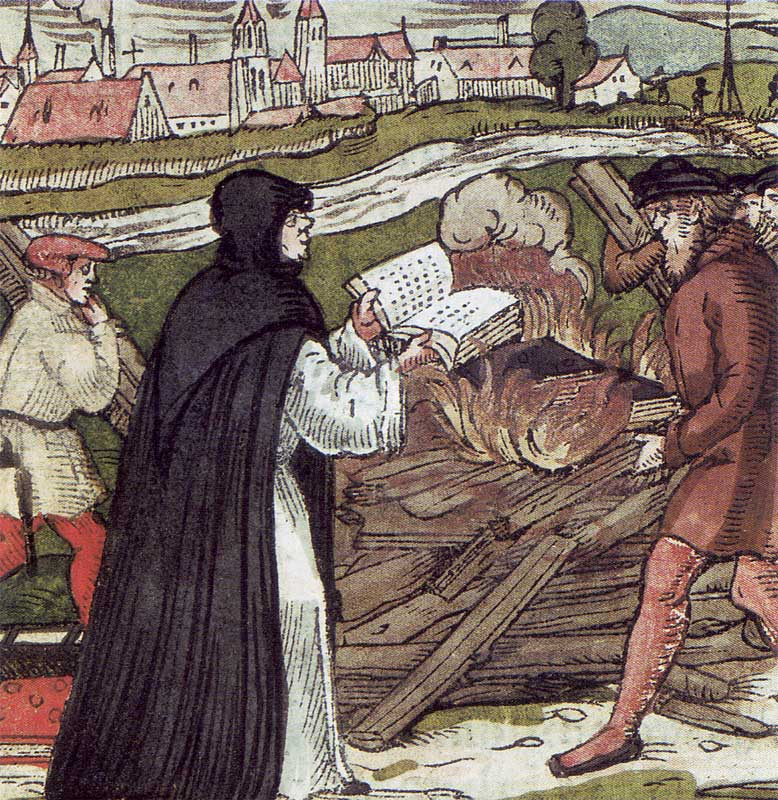
Мартин Лютер сжигает папскую буллу. Гравюра на дереве, 1557 год

Католическое христианство оказалось раздроблено на две части в результате Реформации в XVI столетии. В результате Реформации в европейских странах появились свои национальные церкви, происходило усиление светской власти и становление централизованных государств. Христианский мир медленно становился европейской цивилизацией. Эта Европа была меньше чем Европа нашего дня: по разным причинам Великобритания, Польша (и, как следствие, территория сегодняшней Западной Украины), Мальта, а также в отдельные времена территории сегодняшних Греции, Литвы, Кипра, Румынии, Сербии, Черногории, Болгарии, Белоруссии, России (со времён татаро-монгольской нашествия и до начала XVIII века); территории современных Албании, Боснии, Грузии, Армении и Азербайджана (до начала XVIII века), а также в разные времена — Чехии, Словакии и Венгрии (во времена турецкой и монгольской оккупаций) не рассматривались главным образом в Западной Европе политической частью Европы.
Османская империя владела значительной частью Европы, но рассматривалась католическим Западом чужеродной из-за ислама, так же, как и Русское царство из-за православия. В 1518 году ряд европейских государств заключили договор о взаимном ненападении (Лондонский договор).
Однако множество войн вспыхнуло снова через несколько лет, включая войну Дании против Швеции, Англии и Испании против Франции. Реформация сделала мир в Европе невозможным на многие столетия вперёд.

#### Международные отношения в Европе в конце XVI — начале XVII века

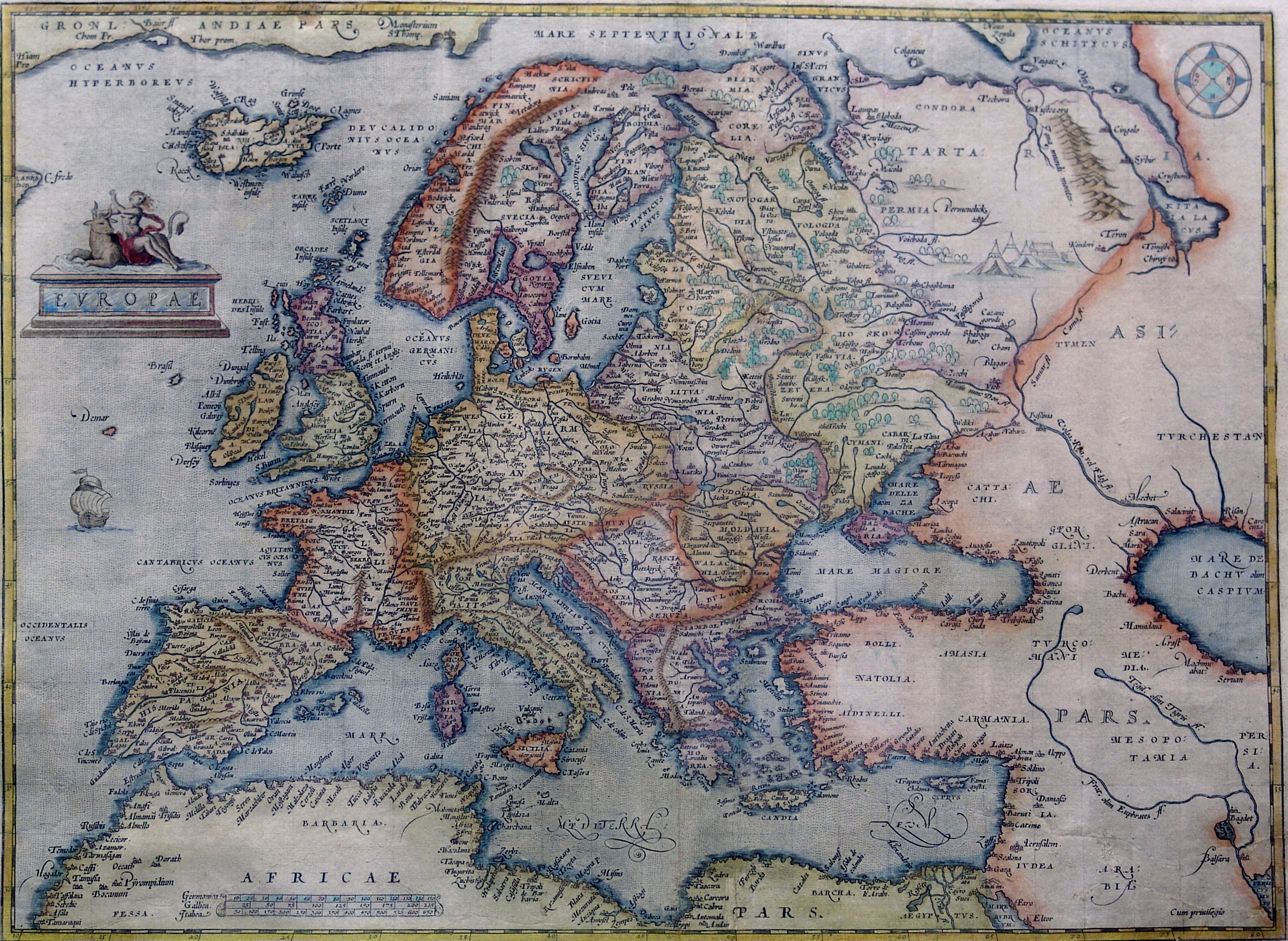
Европа в 1595 году

Аугсбургский религиозный мир (1555) на время завершил открытое соперничество лютеран и католиков в Германии. По условиям мира немецкие князья могли выбирать религию (лютеранство или католичество) для своих княжеств по своему усмотрению, согласно принципу «Чья власть, того и вера».
Вместе с этим католическая церковь желала отвоевать потерянное влияние. Усилились цензура и инквизиция, укрепился орден иезуитов. Ватикан всячески подталкивал оставшихся правителей-католиков к искоренению протестантизма в своих владениях. Габсбурги были ярыми католиками, но императорский статус обязывал их придерживаться принципов веротерпимости. Поэтому они уступили главное место в Контрреформации баварским правителям. Росла религиозная напряжённость.
Для организованного отпора растущему давлению протестантские князья Южной и Западной Германии объединились в Евангелическую унию, созданную в 1608 году. В ответ католики объединились в Католическую Лигу (1609). Оба союза немедленно были поддержаны иностранными государствами. В этих условиях деятельность общеимперских органов — Рейхстага и Судебной палаты — оказалась парализована.

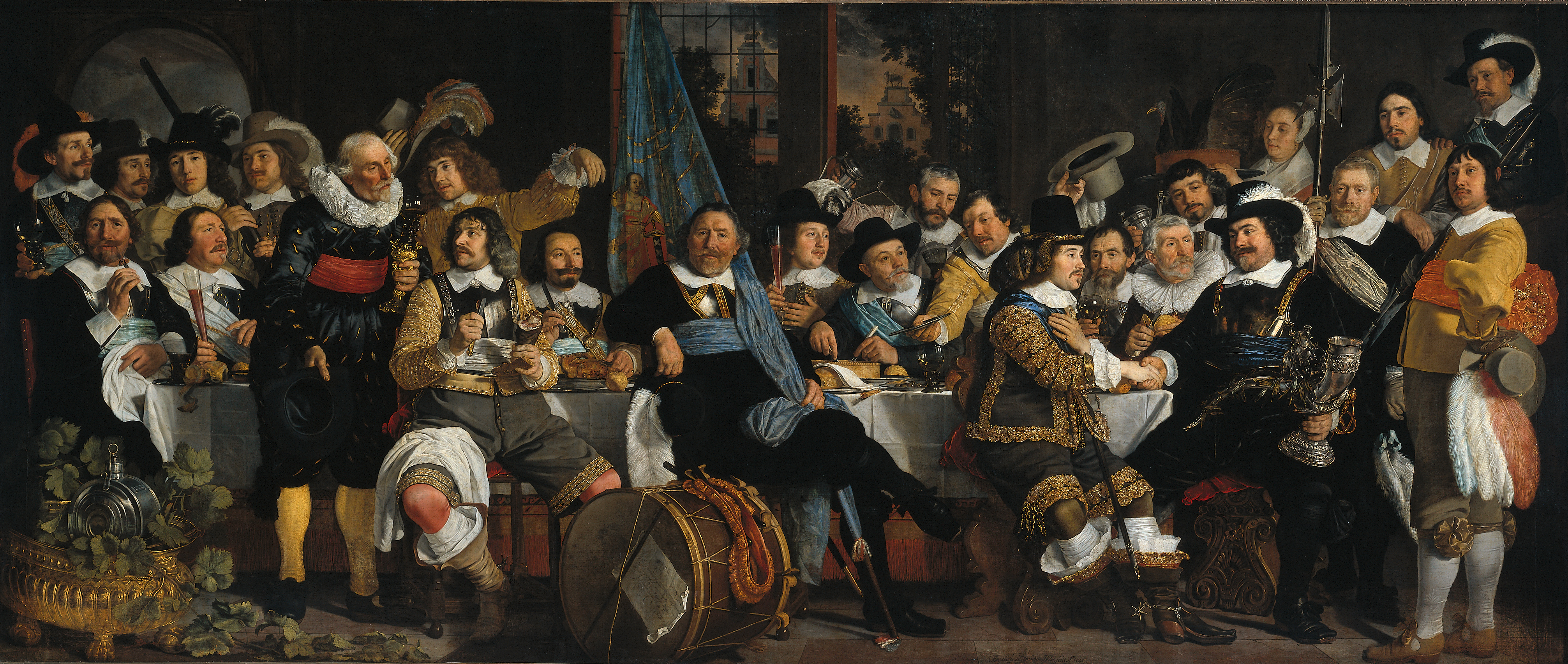
«Празднование мира в Мюнстере». Картина Бартоломеуса ван дер Хелста, 1648 год.

В 1617 году обе ветви династии Габсбургов заключили тайное соглашение — договор Оньяте, урегулировавший существовавшие разногласия. По его условиям Испании были обещаны земли в Эльзасе и Северной Италии, которые обеспечили бы связь по суше испанских Нидерландов с итальянскими владениями Габсбургов. Взамен испанский король Филипп III отказался от притязаний на корону империи и согласился поддержать кандидатуру Фердинанда Штирийского. Правящий император Священной Римской империи и король Чехии Матвей не имел прямых наследников, и в 1617 году он принудил чешский сейм признать своим преемником своего племянника Фердинанда Штирийского, ярого католика. Он был крайне непопулярен в преимущественно протестантской Чехии, что и послужило поводом к восстанию, переросшему в длительный конфликт, известный как Тридцатилетняя война. Итогом этой крайне опустошительной войны стал Вестфальский мир 1648 года, который устанавливал полное равноправие католической и лютеранской религий на всей территории Германии. Возникла так называемая Вестфальская система, бывшая важнейшим этапом в становлении международного права.
Тогда же, в 1648 году, Испания признала независимость Соединённых провинций Нидерландов, которые боролись за свою независимость от Испании с 1568 года. За годы войны с Испанией восставшие нидерландские провинции сумели создать полноценную государственность, опиравшуюся на развитую экономику и мощный флот. В 1602 году была основана нидерландская Ост-Индская компания, благодаря которой у Нидерландов появилась своя колониальная империя, третья по размерам после заморских владений Испании и Португалии. К середине XVII века Амстердам стал мировым финансовым и торговым центром. Но у Нидерландов был мощный соперник — Англия, где в это время происходили революционные преобразования.

#### Английская революция

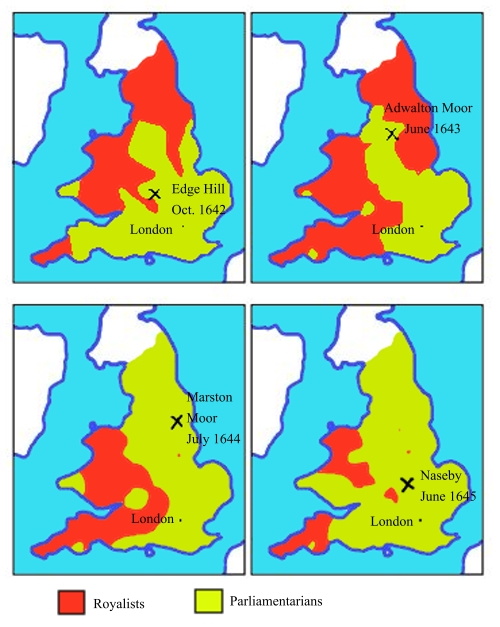
Ход гражданской войны в 1642—1645. Красный цвет — территории, контролируемые роялистами, зелёный цвет — парламентом

Прежде всего причиной войны была религия. Когда Карл I стал королём в 1625 его стиль англиканства и его французская жена-католичка, казалось, сулили возврат Англии к католичеству. К тому же, он не уживался с парламентом, и непродуктивные сессии в 1620-х привели к тому, что парламент не созывали в течение 11 лет. Однако после шотландского вторжения в 1640 году Карл был вынужден вновь созвать парламент, чтобы обеспечить деньги для армии. Парламент отказался финансировать подавление восстания в Ирландии и принял закон о невозможности роспуска парламента без его согласия. В августе 1641 года парламент принял «Великую ремонстрацию» — сборник статей, перечислявших преступления короны. После этого государственная власть фактически сосредоточилась в руках парламента.
Король и его семья покинули Лондон в мае 1642 года и подъём королевского штандарта в Ноттингем был объявлением войны. Сторону Карла называли «Кавалеры»; Парламентская сторона была прозвана «Круглоголовые». Несмотря на его начальные успехи, Карл был побежден и в 1646 году Карл бежал к шотландцам, а в январе 1647 года был за 400 000 фунтов стерлингов передан в руки английского парламента. В ноябре 1647 года он бежал на остров Уайт, но вскоре вновь попал в плен.

##### Английская республика, протекторат Кромвеля и реставрация Стюартов

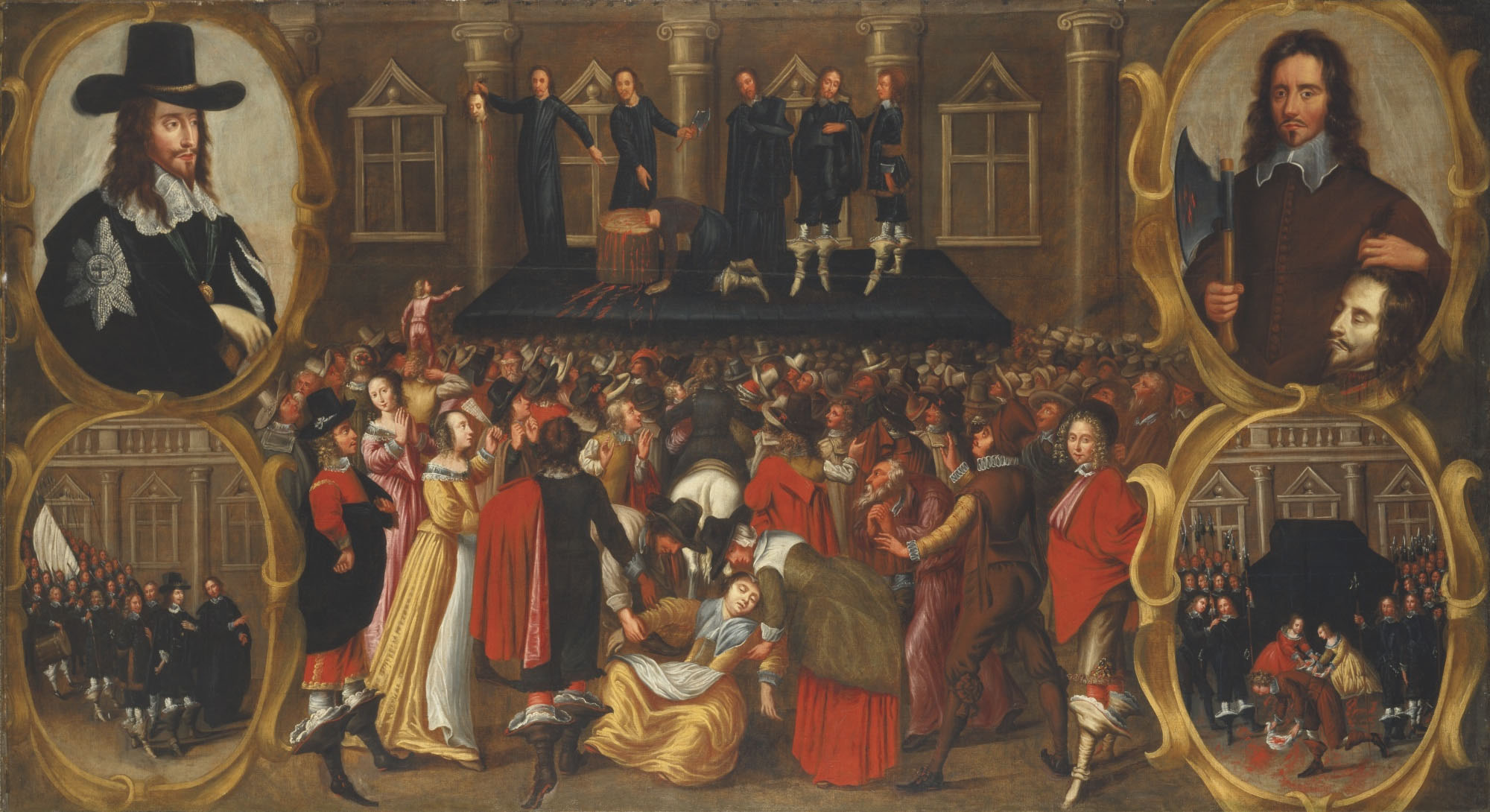
Казнь Карла I

По требованию парламентского военачальника Оливера Кромвеля палата общин объявила в январе 1648 года всякие дальнейшие переговоры с королём государственной изменой. Это постановление заставило многие провинции взяться за оружие на защиту короля, а шотландцы перешли границу и двинулись на Лондон. Кромвель быстро подавил восстание и разбил вдвое сильнейшее войско шотландцев, дойдя до Эдинбурга. Но парламент воспользовался отсутствием Кромвеля и снова вступил в переговоры с королём, которые точно так же, как и все прежние, окончились ничем. Рассвирепевшие индепенденты пошли на Лондон; 6 декабря 1648 года два полка под начальством Прайда ворвались в палату общин, арестовали 45 членов из партии пресвитериан, а многих просто прогнали. Из 489 парламентариев осталось 83, пообещавших не принимать предложений короля. «Очищенный» таким образом парламент (названный в насмешку Rump Parliament, то есть «Охвостье» парламента) назначил суд над королём, под председательством судьи Брэдшоу. Несмотря на протесты лордов и короля, а также на заступничество шотландцев, Франции и Голландии, 27 января 1649 года суд приговорил короля к смертной казни, как тирана и государственного изменника. 30 января Карл I сложил свою голову на эшафоте.
Англия была объявлена республикой, однако власть в своих руках сосредоточила группа военных, которых возглавлял Кромвель. С 1653 года Кромвель, который получил титул «лорда-протектора», стал править единолично.
В 1657 году новый парламент предложил Кромвелю титул короля, но тот отказался от него, хотя и согласился передать власть по наследству. Однако его сын Ричард Кромвель оказался слабым правителем, в начале 1660 года он был свергнут, и произошла реставрация династии Стюартов: из изгнания вернулся сын Карла I, ставший королём по именем Карла II.

#### Акт об Унии (1707)
Акт об Унии (1707) объединил парламенты Королевств Англии и Шотландии, чтобы создать Великобританию.
Акт об Унии (1800) объединил королевства Великобритания и Ирландия в Соединенное королевство.

#### Эпоха Просвещения

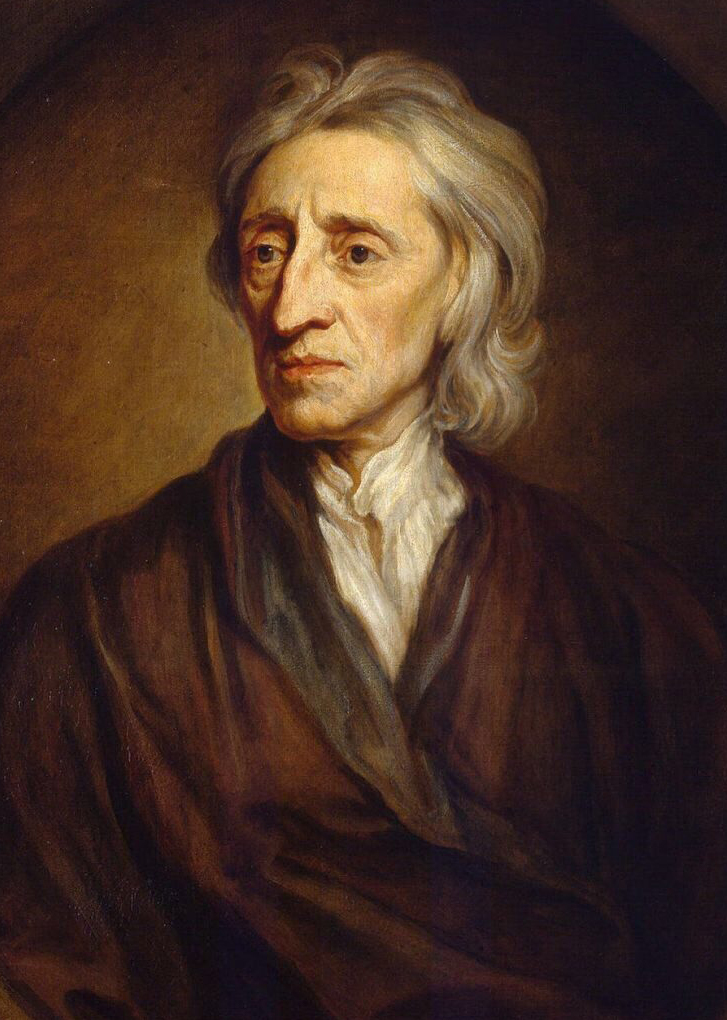
Джон Локк

В истории нового времени «просвещению» принадлежит очень важное значение. Просвещение является естественным продолжением гуманизма XIV—XV веков как чисто светского культурного направления, характеризующегося притом индивидуализмом и критическим отношением к традициям. Но эпоха просвещения отделена от эпохи гуманизма эпохой религиозной реформации и католической реакции, когда в жизни Западной Европы снова взяли перевес теологические и церковные начала. Просвещение является продолжением традиций не только гуманизма, но и передового протестантизма XVI и XVII вв., от которых он унаследовал идеи политической свободы и свободы совести. С наибольшим удобством переход от идей реформационной эпохи к идеям эпохи просвещения наблюдается в Англии конца XVII и начала XVIII веков, когда получил своё развитие деизм, бывший завершением религиозной эволюции реформационной эпохи и началом так называемой «естественной религии», которую проповедовали просветители XVIII в. В частности, как на родоначальника просветительной литературы XVIII в. можно смотреть на Джон Локка. Подобно гуманизму и протестантизму, просвещение в разных странах получало местный и национальный характер.
Общеевропейское значение в XVIII в. получила французская просветительная литература в лице Вольтера, Монтескьё, Руссо, Дидро и др. писателей. Общая их черта — господство рационализма, направившего свою критику во Франции на вопросы политического и социального характера, тогда как немецкие просветители этой эпохи были более заняты разрешением вопросов религиозных и моральных.
Основным стремлением просвещения было найти путём деятельности человеческого разума естественные принципы человеческой жизни (естественная религия, естественное право, естественный порядок экономической жизни физиократов и т. п.). С точки зрения таких разумных и естественных начал подвергались критике все исторически сложившиеся и фактически существовавшие формы и отношения (положительная религия, положительное право и т. п.). Под влиянием идей просвещения предприняты были и реформы, которые должны были перестроить всю общественную жизнь (просвещённый абсолютизм и французская революция).

## Долгий XIX век

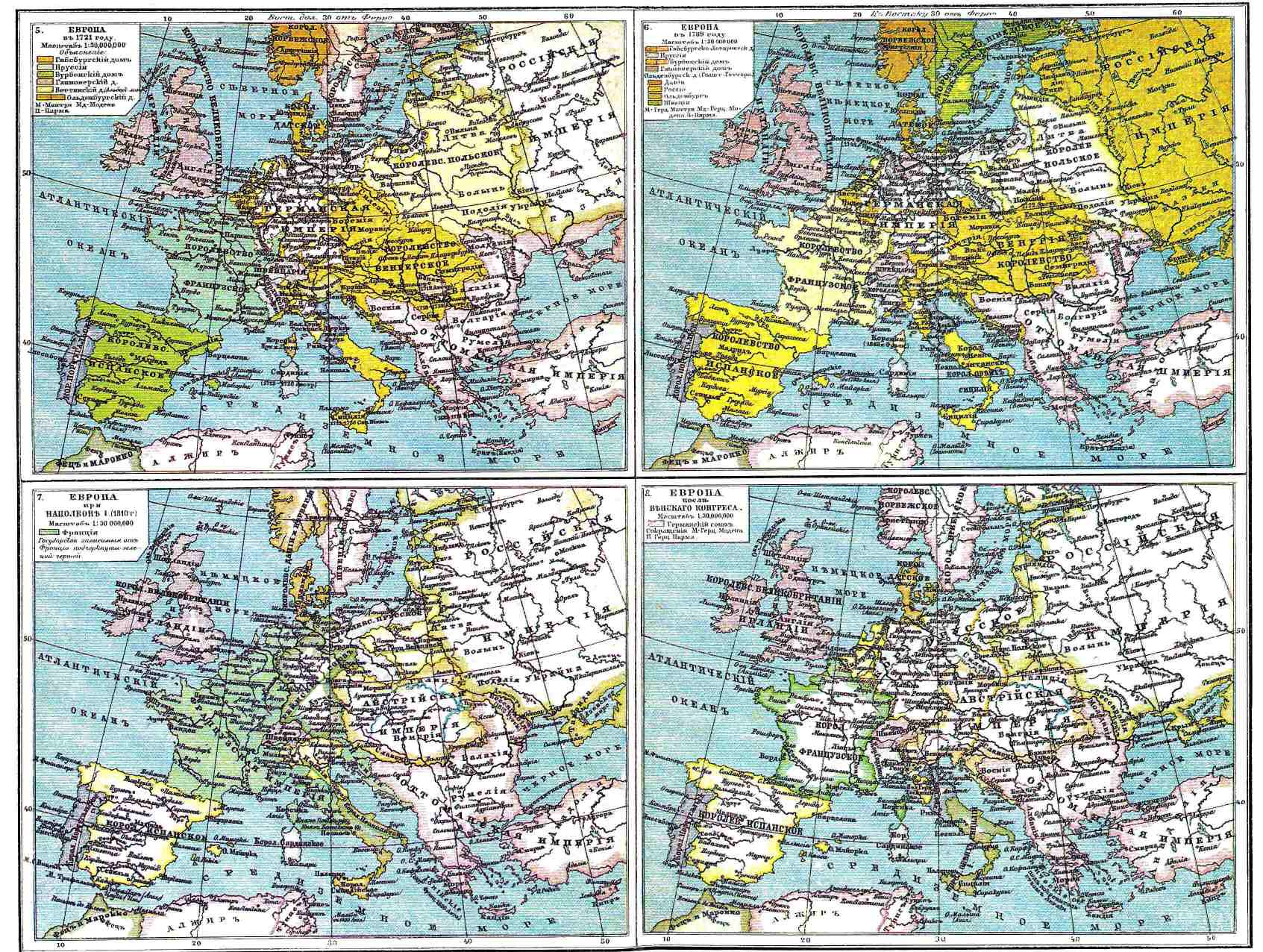
Карты Европы XVIII-XIX веков

### Великая французская революция

Штурм Бастилии

Благодаря деятельности Вольтера, Монтескьё, Руссо и других писателей, из которых особенно важны группы физиократов и энциклопедистов, даже в умах образованной части французского общества произошёл переворот. Появилось массовое увлечение демократической философией Руссо, Мабли, Дидро и др. Североамериканская война за независимость, в которой приняли участие и французские добровольцы, и само правительство, подсказывала обществу, что и во Франции возможно осуществление новых идей.
Начавшаяся в 1789 году во Франции революция в итоге в 1792 году привела к упразднению монархии и созданию Первой французской республики. Её девиз: «Свобода, равенство, братство» стал затем девизом многих революций в разных странах.

### Наполеоновские войны

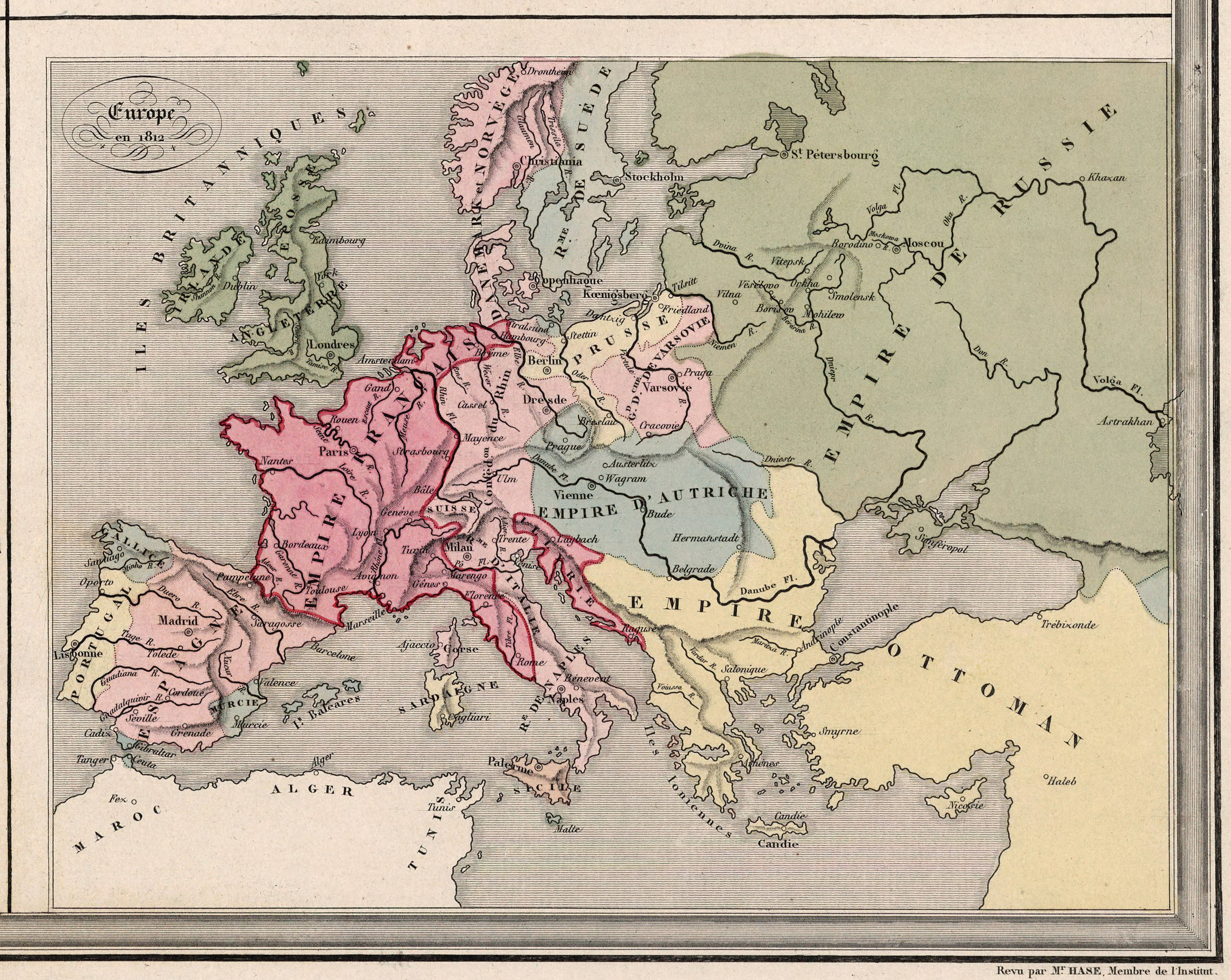
Европа в 1812

В 1799 году революционная Франция потерпела ряд неудач, и её положение было достаточно сложным, хотя из числа её противников фактически выбыла Россия. Перед Наполеоном Бонапартом, провозглашенным первым консулом Республики после переворота 9 ноября 1799 года, встала задача добиться коренного перелома в войне. Главный удар он решил нанести Австрии на итальянском и германском фронтах.
С 1812 году начинается упадок военного могущества Наполеона, вызванный неудачами военных действий французов в Португалии и Испании (см. война на Пиренейском полуострове и сл.). Отечественная война, за которой последовала непосредственная война за освобождение Германии и Европы, была «началом конца». Побеждённый в России (1812) и Германии (1813) Наполеон потерпел поражение и в самой Франции (1814).
Заключительным эпизодом Наполеоновских войн был поход эпохи «Ста дней», со знаменитой битвой при Ватерлоо.

### Венский конгресс
Конгресс санкционировал включение в состав нового королевства Нидерландов территории Австрийских Нидерландов (современная Бельгия), однако все остальные владения Австрии вернулись под контроль Габсбургов, в том числе Ломбардия, Венецианская область, Тоскана, Парма и Тироль. Пруссии досталась часть Саксонии, значительная территория Вестфалии и Рейнской области. Дания, бывшая союзница Франции, лишилась Норвегии, переданной Швеции. В Италии была восстановлена власть папы римского над Ватиканом и Папской областью, а Бурбонам вернули Королевство Обеих Сицилий. Был также образован Германский союз. Часть созданного Наполеоном Варшавского княжества вошла в состав Российской империи под названием Царства Польского, а русский император становился и польским королём.

### Европа после Венского конгресса

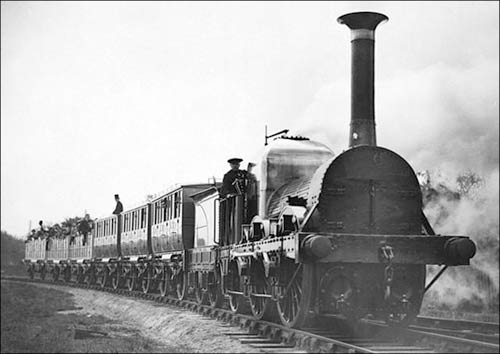
Поезд на линии Ливерпуль-Манчестер

После поражения революционной Франции другие великие державы пробовали восстановить ситуацию, которая существовала до 1789 года. Однако, их усилия были неспособны остановить распространение революционных движений: средние классы были под сильным влиянием идеалов демократии французской революции, промышленная революция принесла важные экономичные и социальные изменения.

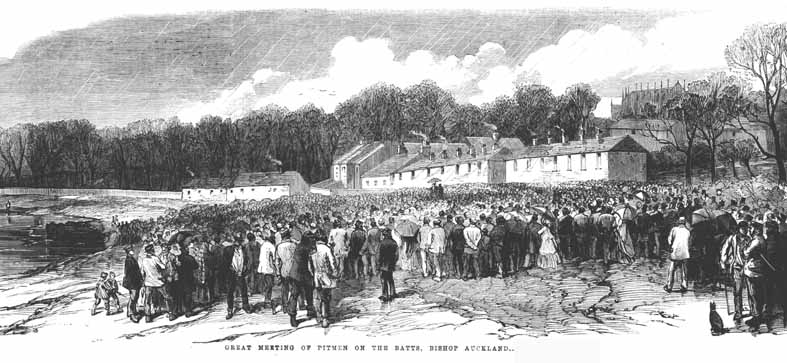
Забастовка шахтёров в Дареме, Англия (1863 год)

В XIX веке европейская экономика стремительно развивалась, капитализм одержал полную победу. Научные открытия, способствовали развитию промышленности. К концу XIX века большая часть населения Европы жила еще в сельской местности, но сельское население постоянно сокращалось, а численность городского населения быстро увеличивалась.  Двумя основными социальными классами европейского капиталистического общества стали буржуазия и рабочий класс. В результате революций 1848—49 годов в большинстве стран Европы были приняты конституции, появились парламенты. К концу XIX века в ряде государств Европы (Франция, Германия) уже существовало всеобщее избирательное право, но лишь для мужчин.
Чтобы избежать бедности, многие европейцы эмигрировали в поисках лучшей жизни, прежде всего в США. Число эмигрантов из Европы возросло с 300 000 в год в 1846 году до более чем 1 млн. к концу XIX века.

### Возникновение марксизма

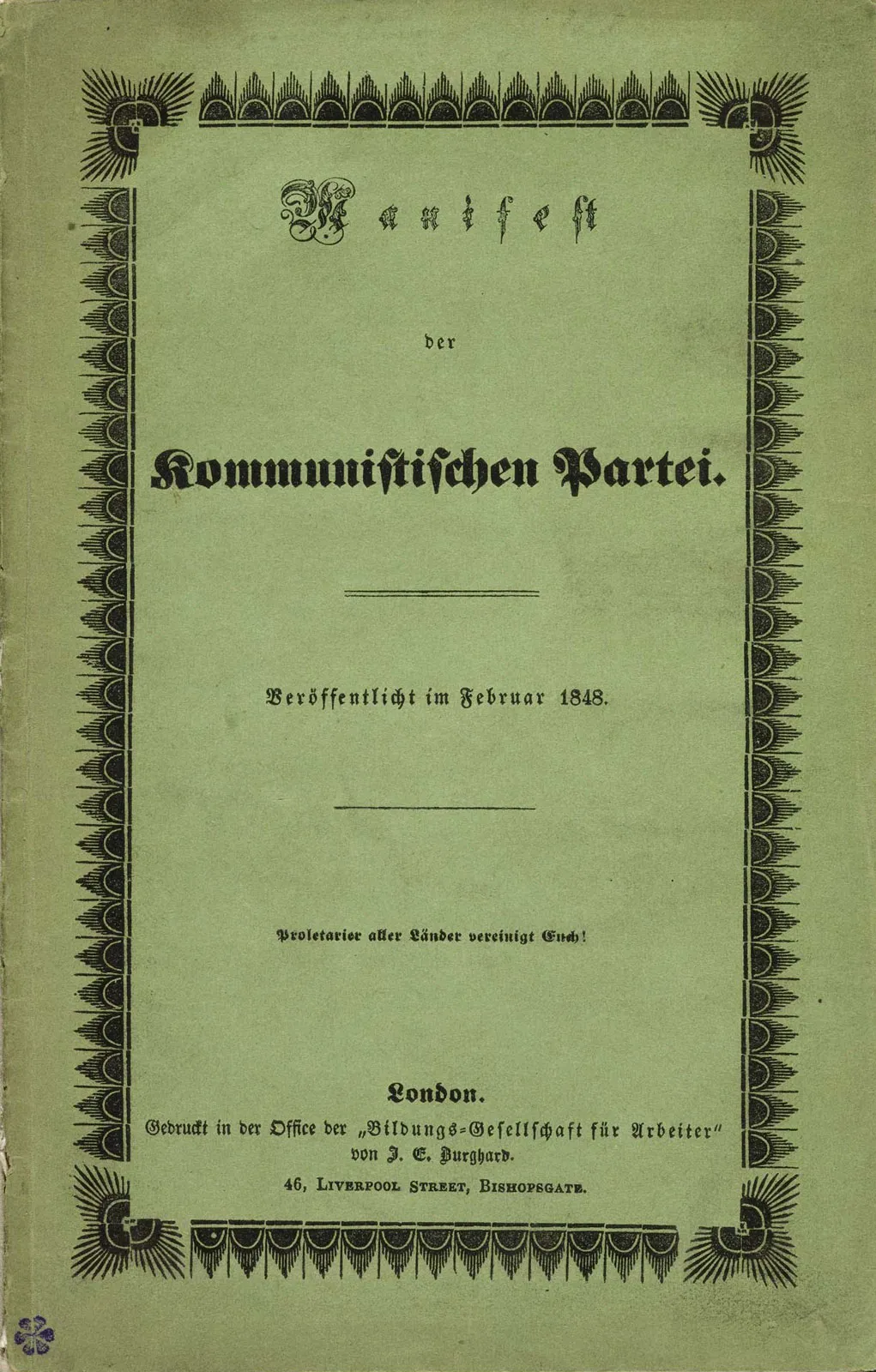
«Манифест коммунистической партии» — Оригинал

Марксизм как выражение интересов рабочего класса возник в 40-х годах XIX века, когда резко проявились антагонистические противоречия капиталистического общества, и на арену истории как самостоятельная политическая сила выступил рабочий класс. К. Маркс и Ф. Энгельс были творцами научного мировоззрения рабочего класса, программы, стратегии и тактики его революционной борьбы. Они переосмыслили и переработали достижения предшествующей научной и общественной мысли человечества, обобщили опыт классовой борьбы и революционного движения трудящихся масс.
Возникнув как революционная теория рабочего класса, марксизм прошёл практическую проверку, начиная с революций 1848—49 годов в Западной Европе. После этих революций К. Маркс и Ф. Энгельс направили свою деятельность на пропаганду идей научного коммунизма, подготовку кадров пролетарских революционеров во всех странах, собирание сил международного пролетариата для новой революционной борьбы. Этот период ознаменовался созданием под руководством К. Маркса и Ф. Энгельса революционной интернациональной партии рабочего класса, названной «Международное товарищество рабочих» (Первый интернационал, основан 28 сентября 1864). В 70—80-е годы XIX века в ряде стран Европы сформировались массовые социал-демократические партии пролетариата.

### Объединение Италии

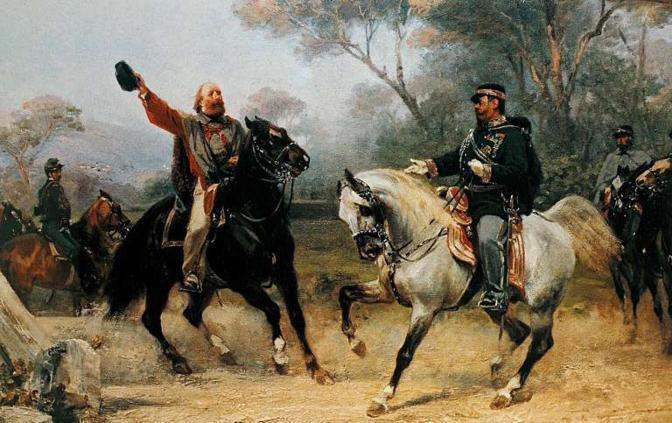
Виктор Эммануил II встречает Джузеппе Гарибальди близ Теано, картина С. Де Альбертиса

Италия со Средних веков оставалась политически раздробленной. После подавления революции 1848—1849 годов в Италии единственным итальянским государством, сохранившим конституционное устройство, оставалось Сардинское королевство (Пьемонт). Его король Виктор Эммануил II в 1852 году назначил премьер-министром Камилло Кавура.
В 1858 году Кавур заключил с императором Франции Наполеоном III секретное соглашение, по которому Франция помогала Сардинскому королевству отобрать у Австрийской империи Ломбардию и Венецию, а взамен получала от Сардинского королевства Савойю и Ниццу, территории со значительным французским населением. В апреле 1859 года началась австро-итало-французская война. После ряда побед объединённых армий Пьемонта и Франции, в том числе в кровопролитной битве при Сольферино Наполеон III неожиданно прекратил военные действия и заключил сепаратное Виллафранкское перемирие с Австрией. По его условиям Франция получила только Ломбардию (которую Франция вскоре передала Пьемонту), а Венеция осталась в составе Австрийской империи.
Из мелких государств Италии (Пармское герцогство, Герцогство Модена и Реджо, Великое герцогство Тосканское) в 1859 году в результате народных революций бежали правители, и они, а также часть Папской области, образовали Объединённые провинции Центральной Италии, зависимые от Сардинского королевства. После плебисцитов марта 1860 года центральноитальянские государства были официально включены в состав Сардинского королевства, одновременно население Савойи и Ниццы высказалось на плебисцитах за присоединение к Франции.
Оставалось независимым южноитальянское Королевство Обеих Сицилий. В него в мае 1860 года вторгся Джузеппе Гарибальди всего с тысячью добровольцев и при поддержке местного населения в сентябре 1860 года триумфально вступил в Неаполь, его столицу. С севера подошли сардинские войска, на плебисците абсолютное большинство населения проголосовало за присоединение к Сардинскому королевству, и в ноябре 1860 года Гарибальди  объявил о передаче власти в Южной Италии Виктору Эммануилу II.
В 1861 году было провозглашено образование Королевства Италия, королём которого стал Виктор Эммануил II. За пределами объединённой Италии остались Рим с окрестностями (где размещались французские войска, защищавшие Папу римского) и Венецианская область под властью Австрийской империи.
Венецианская область вошла в состав объединённой Италии в 1866 году, в результате австро-прусско-итальянской войны. Объединение Италии завершилось взятием Рима в сентябре 1870 года.

### Франко-прусская война и объединение Германии

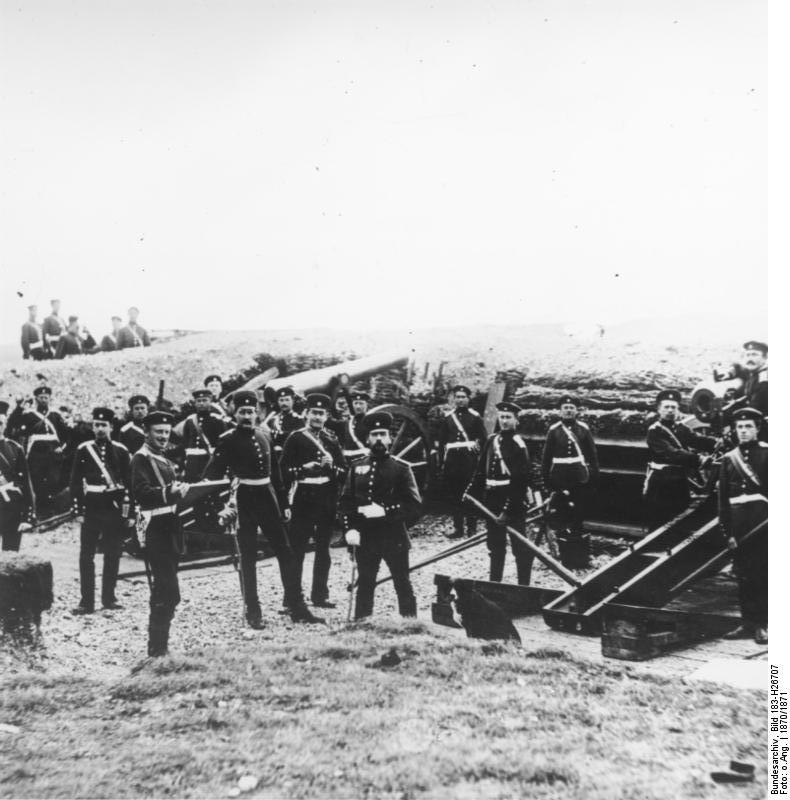
Прусская артиллерийская батарея у Парижа

После победы в Австро-прусской войне 1866 года Пруссия стремилась объединить все германские земли под своей эгидой, а также ослабить Францию. Франция в свою очередь пыталась исключить возможность образования единой и сильной Германии. Формальным поводом к войне стали претензии на испанский престол, которые выдвинул родственник Вильгельма Прусского Леопольд Гогенцоллерн-Зигмаринген.  Наполеон III заставил Гогенцоллерна отказаться от испанского престола, а после этого посол Наполеона добился, чтобы этот отказ одобрил и сам Вильгельм.
Франция почувствовала себя униженной и объявила войну Пруссии, но проиграла. Она должна была выплатить огромную контрибуцию, потеряла Эльзас и Лотарингию. 18 января 1871 года в Версале Бисмарк и Вильгельм I объявили о создании Германской империи.

### Национально-освободительная борьба славянских народов
Большинство славянских народов к началу XIX века не имели своей государственности: чехи, словаки, хорваты, словенцы были подданными Габсбургской монархии, болгары и большая часть сербов были подданными Османской империи, а поляки после разделов Польши в XVIII веке стали подданными трёх государств — Российской империи, Габсбургской монархии и Пруссии. 

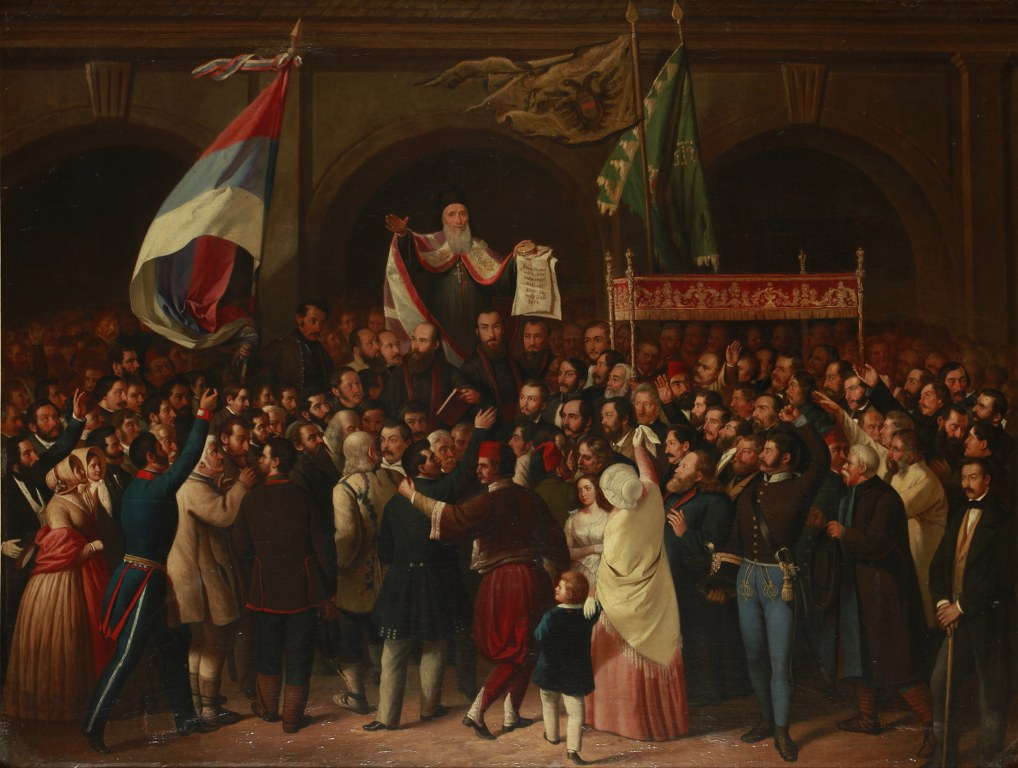
«Провозглашение Сербской Воеводины», картина Павла Симича

В конце XVIII — начале XIX века в Чехии и Словакии зародилось славянское национальное движение (чешское национальное движение, словацкое национальное движение). Наиболее остро оно проявилось во время революции 1848—1849 годов в Австрийской империи. В 1848 году в Праге состоялся Славянский съезд, который стал первым проявлением панславизма.
В 1830 году в российской части Польши началось восстание против Российской империи, которое получило поддержку со стороны поляков, находившихся под властью Пруссии и Австрии. Это восстание было подавлено, так же, как и польское восстание 1863—1864 годов.
С ослаблением Османской империи усилилось также стремление южнославянских балканских народов к освобождению от её власти. Ещё в 1796 году княжество-епископство Черногория после упорной борьбы с турками фактически превратилась в самостоятельное государство. Сербская революция 1804—1835 годов привела к почти полной независимости и княжества Сербия.
Но Болгария оставалась под османской властью. Восстание 1876 года в Болгарии было жестоко подавлено, но оно стало одной из причин русско-турецкой войны 1877—1878 годов, в результате которой Болгария была освобождена от османского господства.

### Конец XIX — начало XX века

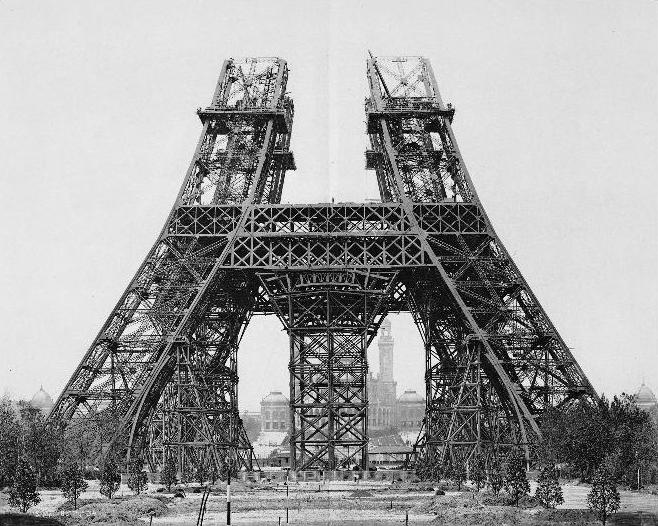
Строительство Эйфелевой башни, 1888 год

Конец XIX — начало XX века характеризуется стремительным техническим прогрессом (см. Вторая промышленная революция). Именно в эту эпоху появились автомобиль (1885), звукозапись (1877), радио (1895), кино (1895), аэроплан (1903), массовая цветная фотография (1907), ставились первые опыты в области телевидения (1907). 
Наука стала производительной силой, ее роль все более возрастала. В Западной Европе исчез голод; такие продукты питания, как мясо, стали доступны большинству населения на постоянной основе. Улучшение условий жизни и увеличение свободного времени способствовало появлению массового спорта, стал широко доступным велосипед.
Но конец XIX — начало XX века также были периодом нарастания противоречий между европейскими державами из-за колониального раздела мира (империализм), которые приводили к одному международному кризису за другим (Каролинский кризис (1885), Фашодский кризис, Первый марокканский кризис, Второй марокканский кризис). Сложилось два противостоящих друг другу военно-политических блока — Тройственный союз и Антанта. Всё это создавало угрозу войны в Европе, жившей мирно (не считая Балканского полуострова) с 1871 года.

## Новейшая история

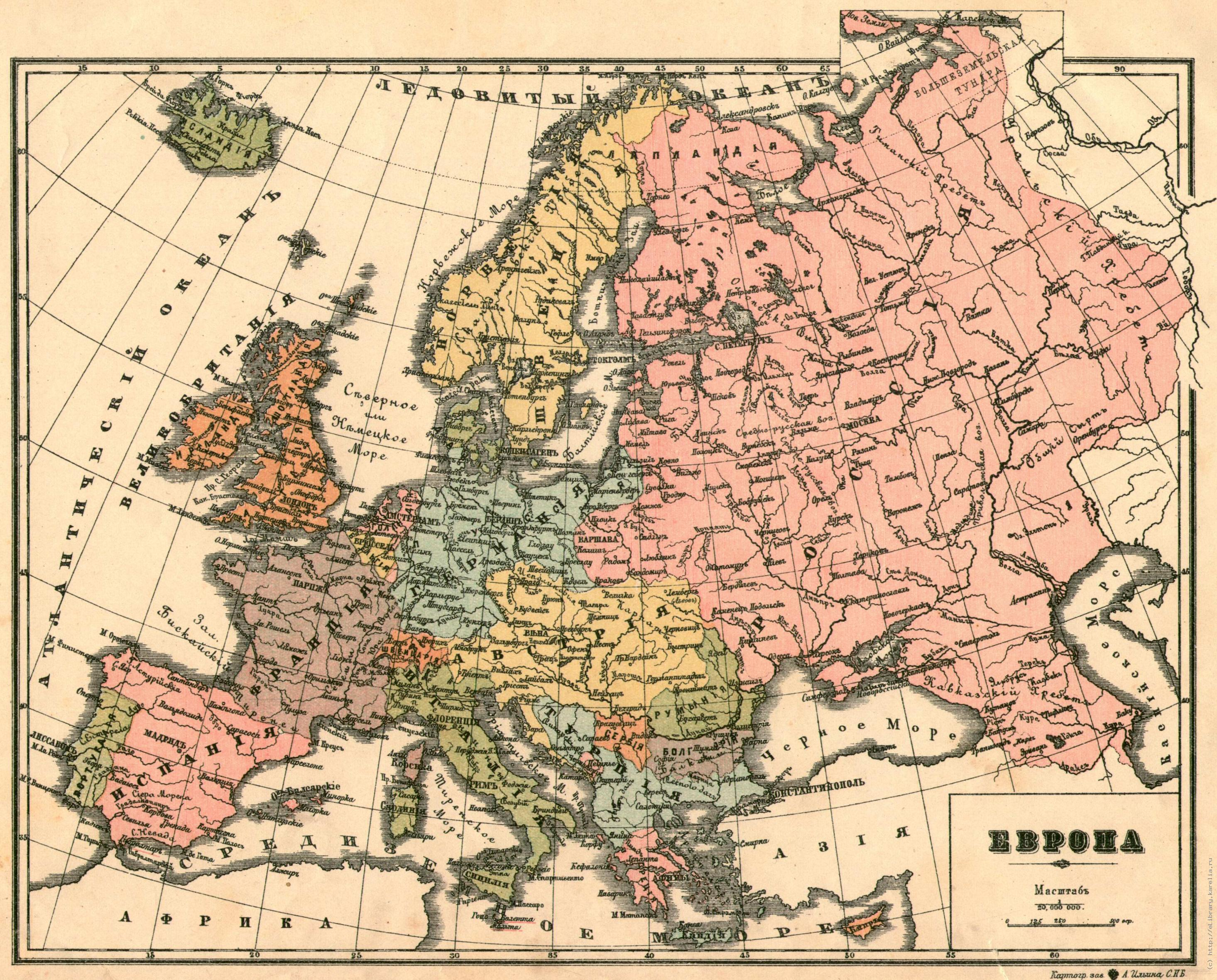
Европа (1898 год)

### Первая мировая война
Задолго до Первой мировой войны в Европе нарастал клубок противоречий между великими державами — Германской империей, Австро-Венгрией, Францией, Великобританией, Россией. Так, Великобритания не могла простить Германии поддержку буров в англо-бурскую войну 1899—1902 годов, Франция стремилась взять реванш за поражение, нанесенное ей Германией в франко-прусской войне 1870 года, а также намеревалась возвратить Эльзас и Лотарингию, отделенные от Франции в 1871 году, Российская империя претендовала на свободный проход своего флота в Средиземном море, настаивала на ослаблении или пересмотре в свою пользу режима контроля над проливом Дарданеллы, Германская империя как новая динамичная империя стремилась к военному, экономическому и политическому лидерству на континенте, а также включившись в борьбу за колонии только после 1871 года, претендовала на равные права в колониальных владениях Англии, Франции, Бельгии, Нидерландов и Португалии. Проявляла особую активность в получении рынков для продажи своей продукции. Кроме этого, Австро-Венгрия, будучи многонациональной империей, по причине межнационального противостояния была постоянным очагом нестабильности в Европе. На Ближнем Востоке сталкивались интересы практически всех держав, стремившихся успеть к разделу разваливающейся Османской империи (Турции).
После франко-прусской войны 1870 года и до 1914 года в Европе вспыхивали локальные конфликты (Балканские войны, Итало-турецкая война), но в большую войну они не перерастали. В 1905 году Германия пыталась заключить союзный договор с Россией (Бьёркский договор), но он не вступил в силу.
Первую мировую войну спровоцировало Сараевское убийство наследника престола Австро-Венгрии Франца Фердинанда и его жены 28 июня 1914 года участником сербской террористической организации Гаврило Принципом, после чего Австро-Венгрия 28 июля 1914 года объявила Сербии войну. Через две недели в войну оказались втянуты восемь государств Европы.

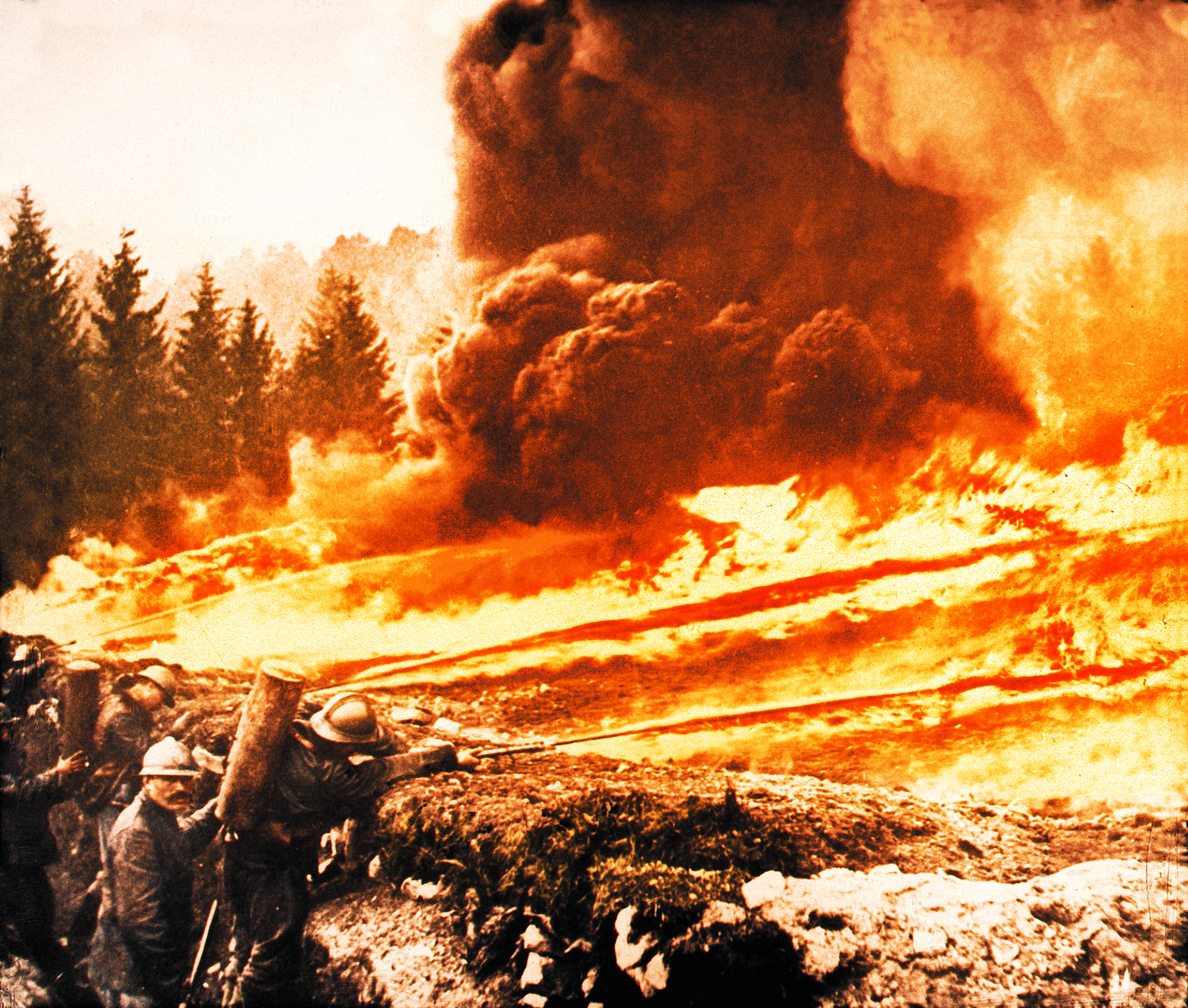
Применение огнеметов во время Верденского сражения

Первая мировая война стала крайне кровопролитной тотальной войной, потребовавшей от воевавших стран мобилизации всех человеческих и материальных ресурсов. Материальные и духовные силы народов истощались, нарастало недовольство войной и властями.
В результате революции в Германии германский император Вильгельм II отрёкся от престола 9 ноября 1918 года, а новое правительство Германии подписало перемирие 11 ноября 1918 года. Парижская мирная конференция 1919—1920 годов навязала побеждённым державам различные соглашения, самым известным из которых является Версальский договор. Распад Российской, Германской, Османской и Австро-Венгерской империй привёл к многочисленным восстаниям и созданию ряда независимых государств, таких как Польша, Чехословакия и Югославия.

### Октябрьская революция
Первая мировая война форсировала кризис самодержавного строя в России. Временное правительство, пришедшее к власти в результате Февральской революции оказалось неспособным справиться с наступившим хаосом и разрухой, и власть в свои руки взяли Советы во главе с Лениным и Свердловым.

### Возникновение фашизма
Слово фашизм происходит от итальянского fascio (фашио) — «союз» (название первых фашистских организаций — fascio combattione, союз борьбы). Это слово, в свою очередь, восходит к латинскому fascec — «связка, пучок», которым в частности обозначались символы магистратской власти — фасции, связки розг с воткнутым топором. Благодаря этому, изображение фасцев стало символом движения Муссолини, апеллировавшего к имперским традициям Древнего Рима.
Фашизм Бенито Муссолини, выдвигала на первый план идею корпоративного государства, то есть идею государства как власти корпораций, представляющих и гармонизирующих интересы всех слоев населения (в противоположность парламентской демократии как власти партий). Фашистская идеология зародилась в Италии в конце 1910-х годов, итальянская фашистская партия пришла к власти и установила диктатуру Муссолини в 1922 году.

### Гражданская война в Испании
Это была проверка боем между фашизмом и коммунизмом. 17 июля 1936 года со слов из сводки погоды «Над всей Испанией безоблачное небо» началась гражданская война. Военные подняли восстание во всех крупных городах, но в нескольких, включая Мадрид, оно было быстро подавлено. В результате быстрой победы не вышло. Обе стороны начали массовые расстрелы своих политических противников, оказавшихся на «неправильной стороне».
В то время, как республиканцы обратились за военной помощью к СССР, националистам помощь была оказана Италией и Германией. При этом действовал Комитет по невмешательству Лиги Наций, в состав которого входили все иностранные государства, фактически участвовавшие в войне.
Коминтерн начал вербовку людей в антифашистские интербригады. На стороне Франко тоже сражались добровольцы из разных стран, не только из Италии и Германии, но и из Ирландии, Франции, а также русские эмигранты.

### Вторая мировая война

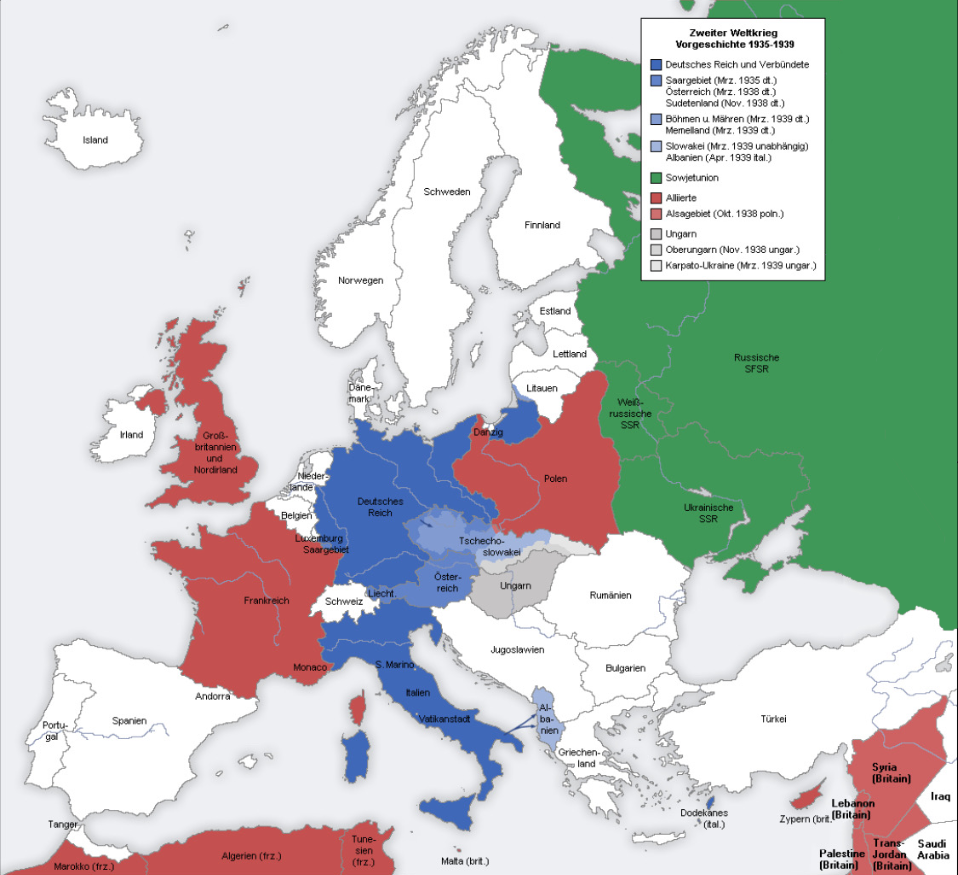
Европа перед Второй мировой войной

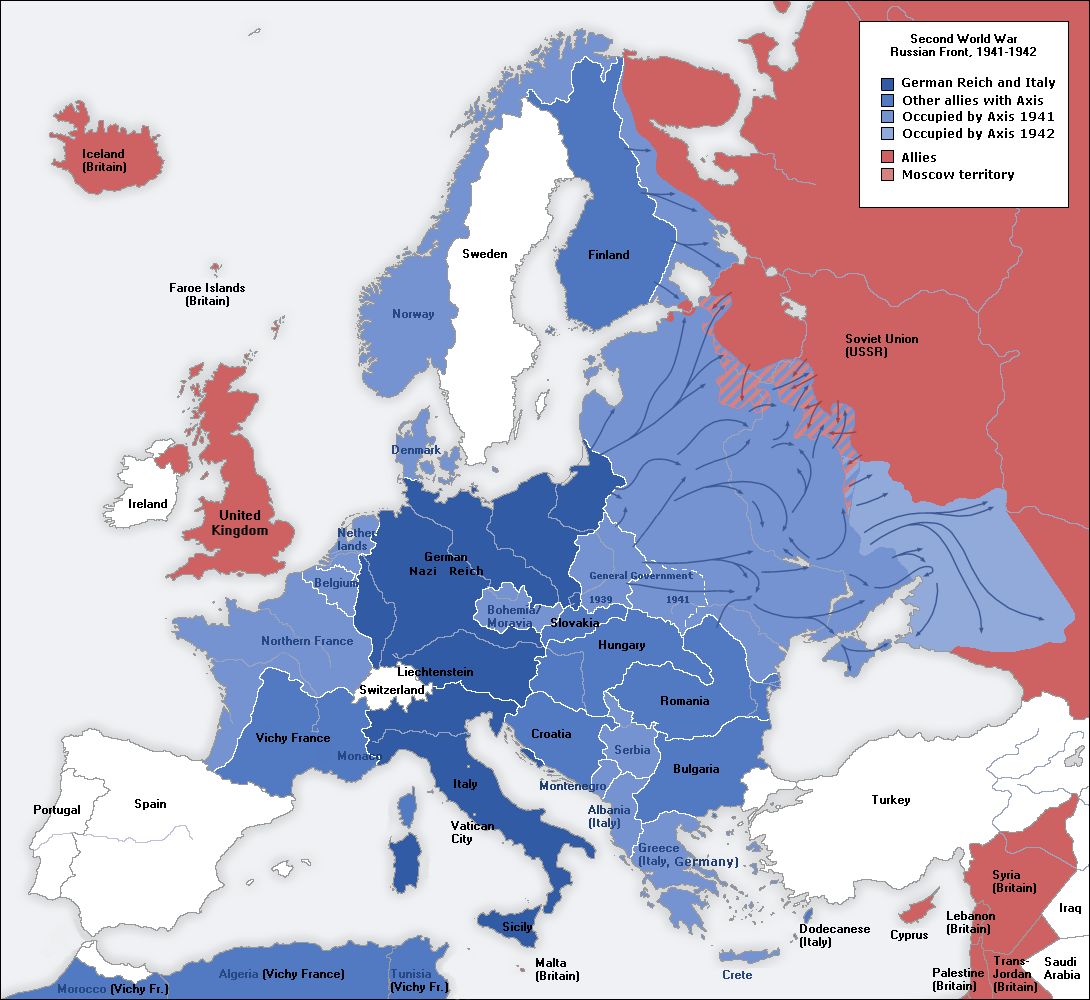
Европа в 1941-42

Версальский договор крайне ограничил возможности Германии в военной сфере. Однако с приходом в 1933 году к власти Национал-социалистической рабочей партии во главе с Адольфом Гитлером Германия начинает игнорировать все ограничения Версальского договора — в частности, восстанавливает призыв в армию и быстро наращивает производство вооружений и военной техники. 14 октября 1933 года Германия выходит из Лиги Наций и отказывается от участия в Женевской конференции по разоружению. 24 июля 1934 года Германия предпринимает попытку осуществить аншлюс Австрии, инспирировав в Вене антиправительственный путч, но вынуждена отказаться от своих планов из-за резко негативной позиции итальянского диктатора Бенито Муссолини, который выдвинул к австрийской границе четыре дивизии.
В 30-е годы Италия проводила не менее агрессивную внешнюю политику. 3 октября 1935 года она вторгается в Эфиопию и к маю 1936 захватывает её (см. итало-эфиопская война). В 1936 году была провозглашена Итальянская империя.
Акт необоснованной агрессии вызывает недовольство у западных держав и Лиги Наций. Ухудшение отношений с западными державами толкает Италию на сближение с Германией. В январе 1936 года Муссолини даёт принципиальное согласие на аннексию немцами Австрии при условии их отказа от экспансии на Адриатике. 7 марта 1936 года немецкие войска занимают Рейнскую демилитаризованную зону. Великобритания и Франция не оказывают этому действенного сопротивления, ограничившись формальным протестом. 25 ноября 1936 года Германия и Япония заключают Антикоминтерновский пакт о совместной борьбе с коммунизмом. 6 ноября 1937 года к пакту присоединяется Италия.
Формально, Вторая мировая война началась с вторжения Германии в Польшу. Героическими усилиями СССР и союзников германская военная машина была побеждена: «…советский народ своей самоотверженной борьбой спас цивилизацию Европы», — сказал товарищ Сталин. В итоге после войны Европа оказалась разделена на два лагеря: западный (капиталистический) и восточный (социалистический).
В 1939-45 годах в Европе погибло около 40 миллионов человек — 2 миллиона западноевропейцев, почти 7 миллионов немцев, и более 30 миллионов восточноевропейцев и граждан СССР.

### Холодная война

Военные блоки в Европе во время холодной войны

Началом холодной войны формально считается 5 марта 1946 года, когда Уинстоном Черчиллем была произнесена его знаменитая речь в Фултоне (США).
Холодная война сопровождалась гонкой обычных и ядерных вооружений, то и дело угрожавшей привести к третьей мировой войне. Наиболее известным из таких случаев, когда мир оказывался на грани катастрофы, стал Карибский кризис 1962 года. В связи с этим в 1970-е годы обеими сторонами были предприняты усилия по «разрядке» международной напряжённости и ограничению вооружений.
Нарастающее технологическое отставание СССР, наряду со стагнацией советской экономики и непомерными военными расходами в конце 1970-х — начале 1980-х, вынудили советское руководство пойти на политические и экономические реформы. Объявленный Михаилом Горбачёвым в 1985 году курс на перестройку и гласность, однако, привёл к утрате руководящей роли КПСС и тяжелейшему экономическому и социальному кризису, а в конечном итоге — к распаду СССР в 1991 году.

### Европейский союз
Первый шаг в сторону создания современного Евросоюза был сделан в 1951 году: ФРГ, Бельгия, Нидерланды, Люксембург, Франция, Италия подписали договор об учреждении Европейского объединения угля и стали (ЕОУС, ECSC — European Coal and Steel Community), целью которого стало объединение европейских ресурсов по производству стали и угля, в силу данный договор вступил с июля 1952 года.
С целью углубления экономической интеграции те же шесть государств в 1957 году учредили Европейское экономическое сообщество (ЕЭС, Общий рынок) (EEC — European Economic Community) и Европейское сообщество по атомной энергии (Евратом, Euratom — European Atomic Energy Community). Самым важным и широким по сфере компетенции из этих трёх европейских сообществ являлось ЕЭС, так что в 1993 году оно было официально переименовано в Европейское сообщество (EC — European Community).
Болгария и Румыния с 1 января 2007 года стали полноправными членами Евросоюза. Таким образом, население Евросоюза выросло на 30 миллионов человек и превысило полмиллиарда. А всего в объединение отныне входят 28 стран.

#### Брексит

Карта Европейского союза, Соединенное Королевство Великобритании и Северной Ирландии — оранжевый, Европейский союз — синий.

Во время референдума 2016 года за выход Великобритании из Европейского союза высказалось 51,9 % проголосовавших, соответственно за продолжение членства в ЕС выступило 48,1 % избирателей. В субъектах Великобритании итоги голосования различались: так, жители Шотландии и Северной Ирландии высказались преимущественно против выхода, а представители Англии (не считая столицы) и Уэльса — за.
Решение Великобритании выйти из состава Евросоюза поднимает вопрос о росте мировой экономики, сказал Барак Обама, будучи президентом США. По словам американского лидера, «брексит» замораживает перспективы инвестирования в Британию и Европу в целом.
После британского референдума страны-основатели ЕС и страны-новички из Вышеградской группы выступили с диаметрально противоположными предложениями относительно стратегии развития Евросоюза: первые хотят продолжать политическую интеграцию, вторые призывают сконцентрироваться на экономике.

### Конфликт вокруг островаКипр
В результате переворота в 1974 году к власти на острове при поддержке правившей тогда в Греции хунты пришла группа радикалов, что турецкими властями однозначно рассматривалось как прелюдия к объединению Кипра и Греции с возможной перспективой этнических чисток по отношению к туркам-киприотам, тем более что переворот сопровождался третьей по счету с 1960 года крупной вспышкой беспорядков на этнической почве. Турецкая армия высадилась на острове и в ходе боевых действий поставила под свой контроль порядка 35 % площади острова. С того времени Кипр остается фактически разделенным на две неравные части, греческую и турецкую.
В 1974 турецкая община вводит собственную валюту — лиру, в противовес кипрскому фунту. Турецкие войска в ходе второй фазы вторжения (14 августа 1974) занимают 38 % территории острова, и устанавливают линию раздела — т. н. «линию Аттилы». По утверждению турецкой стороны, занятие трети территории острова объясняется тем, что турки-киприоты составляли на тот момент около 35 % населения Кипра. Эта цифра оспорена греческой стороной, считающей, что турки-киприоты составляли около 18 % населения.
В знак протеста против неспособности структур НАТО остановить конфликт Греция выходит из этой организации.
(Греция снова присоединилась к НАТО в 1980 году).

### Распад Югославии
С 1990 года начался процесс распада Югославии, который привёл к многочисленным войнам и кровавым столкновениям.

#### НезависимостьСловении
По результатам проведённого референдума Словения провозгласила независимость от СФРЮ 25 июня 1991 года. Война в Словении продолжалась десять дней, в ходе 72 боевых контактов, потери ЮНА составили 45 человек убитыми, потери словенских сил самообороны составили 19 убитых.
Война завершилась подписанием Брионского соглашения 7 июля 1991 года, по которому ЮНА обязалась прекратить боевые действия на территории Словении, а Словения и Хорватия приостанавливали на три месяца вступление в силу деклараций независимости.
В 2004 году Словения вступила в НАТО и в Европейский союз.

#### НезависимостьСеверной Македонии
8 сентября 1991 года бывшая югославская Республика Македония провозгласила независимость, стране удалось избежать войны, с 1993 года Республика Македония получила широкое признание, хотя в ООН она была принята под временным именем Бывшая Югославская Республика Македония, однако Республика Македония была втянута в конфликт по поводу Косово с 1999 года.
15 ноября 2004 года в отставку подал премьер-министр Республики Македонии Хари Костов.
По мнению наблюдателей, это было связано с результатами референдума по поводу отмены закона, расширяющего права албанского меньшинства. В результате референдума закон остался в силе, что могло привести к установлению контроля этнических албанцев над многими районами Северной Македонии и усилить сепаратистские настроения.
Хари Костов обвинил своего партнёра по правительственной коалиции — партию «Демократический союз за интеграцию» (лидеры которой возглавляли антиправительственное восстание 2001 года) — в отстаивании групповых интересов, непотизме и коррупции.
С начала 2019 года и после подписания Преспанского соглашения с Грецией, официальное имя государства — Республика Северная Македония.

#### НезависимостьХорватиии война вХорватии
Хорватия провозгласила независимость 25 июня 1991 года, после чего югославская народная армия (ЮНА) начала боевые действия. Армия самопровозглашённой Сербской Краины действовала в координации с ЮНА и атаковала населенные преимущественно хорватами населенные пункты в Лике и Славонии. Начало войны ознаменовалось также началом этнических чисток, проводившихся обеими сторонами. Боевые действия продолжались до 1995 года. Во время битвы за Вуковар хорватские части долгое время успешно сопротивлялись многократно превосходящим силам ЮНА. Город был взят сербами лишь после трёхмесячных боёв, разрушивших город до основания. Наступление ЮНА и сил краинских сербов позволило последним поставить под свой контроль часть Славонии и Далмации. В 1995 году в ходе операции «Буря» хорватская армия за несколько дней полностью разгромила вооружённые силы «Сербской Краины» и реинтегрировала Книн и сопредельные территории в состав страны. Военная операция хорватов вызвала массовый исход сербского населения из края. Оставшаяся часть «Краины» в Восточной Славонии была мирно возвращена в состав Хорватии в 1998 году, что привело к полному восстановлению границ Хорватии в том виде, в каком они существовали в СФРЮ. Хорватия вступила в Европейский союз в 2013 году.

#### Война вБоснии и Герцеговинеи независимость
После распада Югославии на независимые республики в Боснии и Герцеговине вспыхнула гражданская война между этническими сербами, хорватами и боснийцами-мусульманами. Война продолжалась с 1992 по 1995 год и была крайне тяжёлой для мирного населения, сопровождалась этническими чистками.
В 1995 году на территории Боснии и Герцеговины были созданы босняцко-хорватская Федерация Боснии и Герцеговины и Республика Сербская, которые образовали равноправный союз. Хотя над ними стоит центральное правительство и коллегиальное президентство, по сути дела это союз обособленных структур. Федерация и Республика имеют собственных президентов, свои правительства, парламенты, полицию и армию.
В стране процветает коррупция и преступность, более 40 % трудоспособного населения не имеет работы. Не оправдались надежды населения на существенную гуманитарную помощь Запада. До сих пор не утихли и националистические страсти.
За десять лет исполнения Мирного договора удалось достигнуть относительных результатов, в места довоенного проживания вернулось свыше 1 млн беженцев, которым возвращена собственность. Однако ситуация в стране сохраняет напряжённость.

#### Война вКосовои независимость Косово
Самопровозглашённая в 2008 году Республика Косово не признана большинством стран ООН.

#### Кризис вСербиии военная операция европейских стран противСербии
С 1990 года в Югославии были кризисы. Войны, налёты на города со стороны НАТО, раздел страны. В 2006 году распался союз Сербии и Черногории.

#### Независимость Черногории
Переговоры между властями Черногории и оппозицией об условиях проведения референдума шли с начала 2006 года. Первоначально оппозиция, выступавшая против самостоятельности Черногории, категорически отказывалась обсуждать даже саму идею проведения референдума. Евросоюз предложил своё посредничество. Посредническая миссия была возложена на спецпредставителя ЕС Мирослава Лайчака. В ходе дальнейшего обсуждения оппозиция приняла идею референдума и договорилась с правящей коалицией об условиях его проведения. Тем не менее, оставались расхождения по ключевому вопросу — о большинстве, необходимом для принятия решения.
Согласно черногорскому закону о референдуме, для принятия решения было необходимо набрать 50 % плюс один голос участвовавших в референдуме при обязательной явке в 50 %. Оппозиция же требовала обеспечить участие в референдуме не только населения самой Черногории, но и черногорцев, живущих в Сербии. В этих условиях Мирослав Лайчак предложил свою формулу: Евросоюз признает независимость Черногории, если за неё проголосуют 55 % от числа участвующих в референдуме. Эта формула вызвала бурно негативную реакцию в Черногории. Премьер-министр Мило Джуканович предупредил, что она несёт в себе опасность для стабильности Черногории.
Референдум о независимости в Черногории был проведён 21 мая 2006 года. Явка избирателей превысила 86 %. Референдум был официально признан состоявшимся. По результатам референдума большинство голосов было отдано за отделение от Сербии (к тому моменту Черногория уже имела отдельную от Сербии валюту и таможенную границу с ней). За независимость Черногории высказались 55,4 % избирателей, принявших участие в голосовании; против — 44,6 %.
3 июня 2006 года — Скупщина (парламент) Черногории провозгласила независимость республики. В течение короткого периода времени независимость новой страны была официально признана большинством мировых держав (Россией — 12 июня 2006 года), 15 июня 2006 года независимость Черногории признала Сербия. В конце июня Черногория была принята в ООН.
20 октября 2007 года была принята Конституция Черногории.
В 2008 году после признания Черногорией независимости Косово представители сербской оппозиции вышли из парламента и заявили о начале внепарламентской борьбы против «режима Мило Джукановича».
16 декабря 2008 года Черногория подала заявку о вступлении в Евросоюз. Руководство Черногории также взяло курс на сближение с НАТО.

#### Независимость Косово
Провозглаше́ние незави́симости Ко́сова — акт Парламента Косова от 17 февраля 2008 года, который объявил о независимости Косова в одностороннем порядке.
- На экстренном заседании Совета безопасности ООН 15 февраля пять государств (США и Европейского союза) из 15 членов Совбеза высказались за предоставление независимости Косова. Постоянный представитель РФ Виталий Чуркин отметил[39]: Без нового решения Совета Безопасности никто не может самовольно подменить ООН в Косово, произвольно изменить характер, структуру и функции международного гражданского присутствия в крае. Любые произвольные шаги в обход СБ ООН по изменению мандата международного присутствия... противоречили бы международному праву, прежде всего уставу ООН, и общепризнанным нормам миротворчества.
- Против отделения Косово выступила Россия: Владимир Путин заявил, что одностороннее объявление независимости Косова будет нарушением принципов международного права[40].

### Европейский долговой кризис
Во второй половине 2009 среди инвесторов начало распространяться беспокойство относительно кризиса государственных заимствований ряда европейских стран. Его значительный рост к началу 2010 года всё более затруднял рефинансирование греческих, ирландских и португальских задолженностей.
Указанные кризисные явления сперва распространились среди таких стран еврозоны как Греция, Ирландия, Италия, Испания и Португалия, а потом перекинулись и на другие страны ЕС, в том числе находящиеся вне зоны обращения евро. Исландия, пережившая очень глубокий кризис в 2008 году, в ходе которого подверглась коллапсу вся банковская система страны, на этот раз пострадала от кризиса в меньшей степени, отчасти благодаря решению не выплачивать долги иностранным банкам. Это непростое решение было принято в ходе национального референдума.
В странах, входящих в ЕС, особенно в тех, что по примеру США проводили массивные вливания в банковскую систему для её спасения, стремительно росла долговая нагрузка на государственные финансы. Именно затруднения государств своевременно выплачивать проценты и «тело» кредитов без дальнейших, всё возрастающих заимствований привели к росту разрыва в доходности по облигациям и стоимости CDS между вышеназванными странами и другими членами ЕС, в первую очередь по сравнению с эталоном надёжности — Германией.

### Европейский миграционный кризис
Европейский миграционный кризис возник в начале 2015 года в связи с многократным увеличением потока беженцев и нелегальных мигрантов в Европейский союз (ЕС) из стран Северной Африки, Ближнего Востока и Южной Азии и неготовностью ЕС к их приёму и распределению.
Данный миграционный кризис является крупнейшим в Европе со времён Второй мировой войны. С января по сентябрь 2015 года в государствах — членах ЕС было зарегистрировано более 700 тыс. людей, ищущих убежище.
Термин «кризис» по отношению к беженцам и мигрантам впервые был использован в апреле 2015 года, когда в Средиземном море произошла серия морских катастроф. В течение короткого времени (13, 16, 19 и 20 апреля) по пути в Европу потерпели крушение и затонули как минимум пять лодок, на борту которых находилось более 1200 мигрантов из Африки.